# پرچم ایران

پرچم سه‌رنگ با نماد ملی شیر و خورشید همچنین به عنوان پرچم ایران در بین گروه‌های مختلف اپوزیسیون ایران استفاده می‌شود.

پرچم ایران پرچمی سه‌رنگ است که سه نوار هم‌اندازهٔ افقی سبز و سفید و سرخ دارد. نشان جمهوری اسلامی ایران به رنگ سرخ در میانهٔ نوار سفید قرار دارد؛ همچنین ۲۲ «الله اکبر» به رنگ سفید و به نشانهٔ پیروزی انقلاب در روز ۲۲ بهمن در حاشیهٔ پایین رنگ سبز و حاشیهٔ بالای رنگ سرخ جای گرفته‌اند. نشان جمهوری اسلامی بیان‌گر واژهٔ «الله» و شعار اسلامی «لا اله الا الله» است.
درفش شاهان ایران در دوره‌های گوناگون دستخوش تغییرهای بسیاری گشته است. درفش هخامنشیان، درفش شهباز نام داشته است که شهبازی با بال‌های گشوده و قرص خورشیدی پشت سر آن بوده است. به باور برخی کسان، در زمان اشکانیان پرچمی با نماد خورشید به‌کار می‌رفته است؛ ولی برخی دیرینگی درفش کاویانی را به روزگار اشکانی می‌رسانند. همچنین، درفش کاویانی در عهد ساسانیان نیز بوده است. این درفش چهارگوش بوده و بر روی پایه‌ای حمل می‌شده است.
در سده‌های آغازین پس از اسلام، رنگ سیاه رنگ خلیفه‌های عباسی و پیروان و طرفداران آن‌ها بوده و رنگ‌های سبز و سفید نیز رنگ‌های مورد علاقه در پرچم‌های مخالفان عباسی، مانند علویان، فاطمیان مصر و شورشیان ایرانی بوده‌اند. از حدود سدهٔ نهم هجری (پانزدهم میلادی)، شیر و خورشید نشان محبوبی در پرچم‌های ایران بوده است. این نشان در دوره‌های مختلف و نزد سلسله‌های شاهیِ مختلف به صورت‌های متفاوتی تعبیر شده است. نخست تنها نمادی اختربینانه بود، ولی بعدها تعبیرهایی ملی و اسلامی-شیعی بدان داده شدند. در آغاز دورهٔ قاجار، شمشیری به دست شیر داده شد و استفادهٔ حکومتی از پرچمی با این نشان تا انقلاب ۱۳۵۷ ادامه یافت. با توجه به حذف شیر و خورشید از پرچم سه‌رنگ ایران در پی انقلاب اسلامی، کهن‌ترین عنصر پرچم کنونی ایران سه رنگ سبز و سفید و سرخ است که پیشینهٔ به‌کارگیری آن‌ها به دورهٔ ناصرالدین‌شاه قاجار بازمی‌گردد.
ویژگی‌های کلی پرچم رسمی ایران در قانون اساسی جمهوری اسلامی ایران آمده‌اند و ویژگی‌های جزئی آن از سوی سازمان ملی استاندارد ایران تعیین می‌گردند. همچنین، بخشنامه‌های حکومتی شیوهٔ احترام به پرچم را معین می‌سازند.

## تاریخچه

### دوران پیش از هخامنشیان

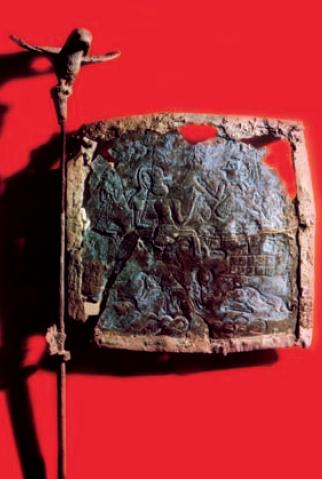
درفش برنزی شهداد

در کاوش‌های باستان‌شناختی گورستانی در شهداد استان کرمان که به سال ۱۳۵۰ ه‍.ش انجام شده است، درفشی مفرغی یافته شد که به «درفش شهداد» معروف شده است و نشان دیرینگی کاربرد درفش در ایران می‌باشد. همچنین، در اوستا، یسنه، هاتِ ۱۰، بندِ ۱۴ از درفشی به شکل گاو (گاودرفش) یاد شده است.

### دوران هخامنشیان تا اشکانیان

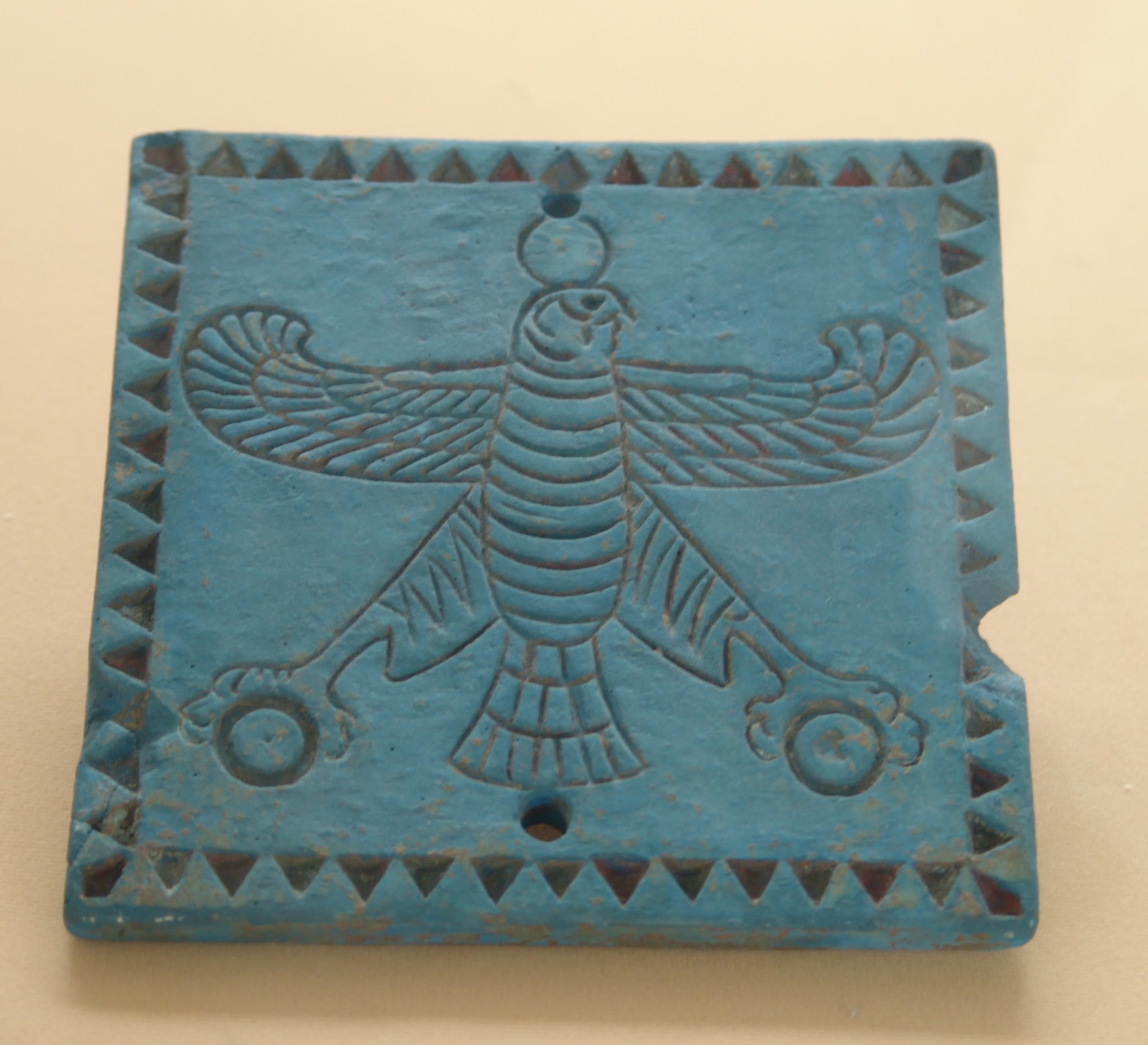
پلاک یافت‌شده در تخت جمشید که درفش شهباز نام دارد و نماد شاهنشاهی هخامنشیان بوده است.

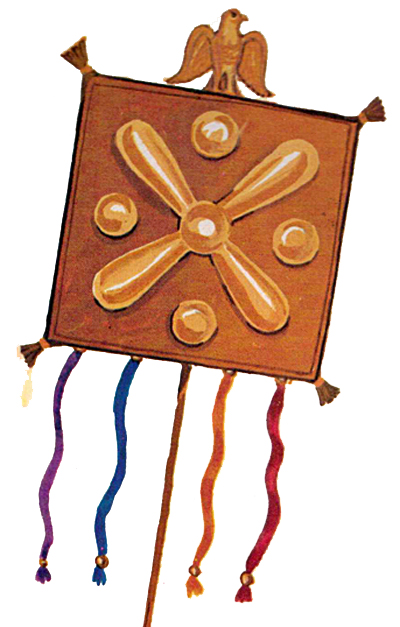
درفش کاویانی از جنس چرم بود و چهار شُرّابه به رنگ‌های سرخ، زرد، کبود و بنفش از آن آویخته بودند.

پرچم دوران هخامنشی به احتمال زیاد یک شهباز با بال‌های گشوده با قرص خورشیدی در پشت سر آن بوده است. اگر چه خاستگاه چنین نقشی را می‌توان به شاهین هُروس مصر نسبت داد ولی درفش شهباز پارسه به سنت‌های ایرانی مندرج در اوستا دربارهٔ ارتباط پرندهٔ وَرِغنه و فره پیوند دارد.
فرمانروایان محلی ایالت پارس در دورهٔ سلوکی و اشکانی مدعیِ تبار پادشاهی بودند و به کاربرد نمادهای دودمانی سنتی پارسی ادامه می‌دادند. سکه‌های آغازین ایالت پارس دارای درفشی چهارگوش مزین به ضرب‌دری بود که آن را چهار بخش می‌کرد و در هر بخش دایره‌ای نقش شده بود.
درفش اشکانیان مزین به خورشید بوده است. همچنین یگان‌های هزارتایی ارتش اشکانی نیز دارای پرچمی ابریشمی با نشان اژدها بودند. گرچه تاریخ‌شناس سوئدی استیگ ویکاندِر دلیل‌هایی آورده است که «درفش کاویانی» در دوران اشکانیان نیز پرچم ملی ایران بوده است.

### دوران ساسانیان و درفش کاویانی
پرچم ساسانیان «درفش کاویانی» نام داشته است. اشاره به درفش کاویانی در اساطیر ایران، به قیام کاوهٔ آهنگر بر ضد ستم آژی‌دهاک (ضحاک) برمی‌گردد. در آن هنگام، کاوه برای آن که مردم را بر ضد ضحاک بشوراند، پیش‌بند چرمی خود را بر سر چوبی کرد و آن را بالا گرفت تا مردم گرد او جمع شوند. سپس ضحاک را شکست داد و فریدون را بر تخت شاهی نشانید. فریدون نیز پس از آن فرمان داد تا پاره‌چرم پیش‌بند کاوه را با دیباهای زرد و سرخ و بنفش آراستند و دُرّ و گوهر بدان افزودند و آن را درفش کاویانی خواند. درفش کاویانی، «نشان جمشید» و «نشان فریدون» نیز نامیده می‌شد. به هنگام حملهٔ عرب‌ها به ایران، در جنگ قادسیه، درفش کاویانی به دست اعراب افتاد و چون آن را نزد عمر بن خطاب — خلیفهٔ مسلمانان — بردند، وی دستور داد تا گوهرهای آن را بردارند و آن را بسوزانند.
بر پایهٔ نوشته‌های طبری و مسعودی، درفش کاویان از پوست پلنگ درست به ابعاد ۱۲ × ۸ اَرَش برابر ۷٫۵ × ۵ متر درست شده بود. ابن خلدون گزارش می‌کند که درفش کاویانی دارای چهارگوشی جادویی با ۱۰۰ زمینهٔ درهم‌بافته بود و چنین باوری وجود داشت که سپاهی که این درفش را حمل می‌کند شکست‌ناپذیر است.
در کتیبه‌های سنگی دوران ساسانی، نقش چهار پرچم را می‌توان یافت. یکی پرچمی گشوده شده و در اهتزاز در بیشاپور است و نسبت‌داده به شاپور دوم می‌باشد. سه پرچم دیگر نیز در نقش رستم حک شده‌اند. در نخستین نقش که به بهرام دوم نسبت داده شده است، بر سرِ نیزه حلقه‌ای همراه با دو ضمیمهٔ خمیده به پایین دیده می‌شود. در پایین آن میلهٔ متقاطعی نقش شده است که دو شُرّابه از هر سر آن آویزان است. در دومین نقش — متعلق به هرمز دوم — همراهِ سنگین‌اسلحه‌ای درفشی حمل می‌کند که نقش آن این چنین است: میلهٔ متقاطعی با شرابه‌هایی در هر سر دیده می‌شود که دو (در اصل سه) روبان پهن بدان بسته شده است. سرانجام در نقش نسبت‌داده به شاپور دوم، سواری همراه شاه درفشی حمل می‌کند که دارای میلهٔ متقاطع و منگوله‌هایی آویخته از هر سر آن است و سه گوی شیاردار همانند گوی‌های تاج‌های ساسانی بر سر آن قرار دارند.

### دوران فتح ایران توسط عرب‌ها تا سلجوقیان

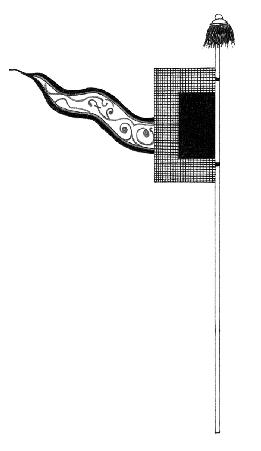
پرچم غزنویان به نقل از کتاب تاریخ رشیدالدین

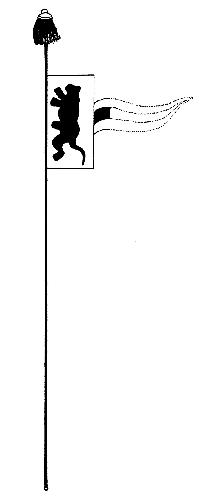
پرچم غزنویان به نقل از کتاب تاریخ رشیدالدین

پرچم امویان بر طبق گفتهٔ طبری سفید بوده است، هرچند تاریخ بلعمی این پرچم را سبز رنگ توصیف کرده است که کمتر مورد تأیید قرار گرفته است. طبری نقل می‌کند که ابومسلم خراسانی دو پرچم می‌افراشت؛ یکی سیاه رنگ و دیگری پرچمی سفید که یک آیهٔ قرآن بر روی آن نوشته شده بود. نشان عباسیان نیز سیاه رنگ بود که عبارت «محمد رسول‌الله» بر روی آن نوشته شده بود. مخالفان عباسیان نیز به نشانهٔ اعتراض از رنگ‌های دیگر استفاده می‌کردند. به‌طور مثال، فاطمیان مصر از پرچمی به رنگ سبز و علویان و بسیاری از شورشیان ایرانی از پرچم‌هایی سفیدرنگ استفاده می‌کردند. تصاویر پرچم بر روی اشیای باستانی به دست آمده از کشورهای اسلامی — و خصوصاً بر روی مینیاتورها — یافت می‌شود. از جمله قدیمی‌ترین آن‌ها بشقاب براق ایرانی متعلق به قرن دهم میلادی است. در زمان مأمون — خلیفهٔ عباسی — رنگِ سبزْ، رنگِ شیعه بوده است. هنگامی که علی بن موسی الرضا به ولایتعهدی رسید، مأمون برخلاف سنت عباسیان، رنگ سبز را به عنوان رنگ خود برگزید و در نتیجه، به پیروی از سنت‌های ایران پیش از اسلام متهم شد. گفته می‌شود او پس از این اعتراضات به زودی رنگ سیاه عباسیان را بازگرداند.

پرچم امویان

طبق تصویری در کتاب تاریخ رشیدالدین، پرچم غزنویان معمولاً قرمز بوده است و غزنویان اغلب از طرح شطرنجی به عنوان نشان استفاده می‌کردند. هر چند برخی نوشته‌های موجود مربوط به آن زمان چنین می‌نمایاند که آنان پرچمی مزین به همای طلایی یا شیر طلایی حمل می‌کردند. قزوینی در قرن ششم هجری چنین نقل می‌کند در آن زمان، پادشاهان شیعی پرچم‌هایی به رنگ‌های سبز و سفید و سایر پادشاهان، کماکان به رسم عباسیان پرچمی سیاه‌رنگ داشتند در حالی که سلاطین سلجوقی از رنگ‌های سبز، سرخ و زرد بهره می‌بردند.
به نوشتهٔ بیهقی، سران قبایل سلجوقی علامت‌ها یا بیرق‌های مخصوصی داشته‌اند. دربارهٔ نقش این پرچم‌ها سندی موجود نیست. پس از آن که سلسلهٔ سلجوقی در خراسان پدید آمد و خلافت عباسی عملاً تابع طغرل بیگ شد، سلجوقیان از آداب عباسی-غزنوی-سامانی تقلید کردند و مظاهر حکومتی‌شان رنگ اسلامی گرفت. باوجود این، برخی سنت‌های قبیله‌ای را حفظ کردند، از جمله این که طغرل به عنوان مهر از نقش چماق استفاده می‌کرده است. لیکن از زمان آلپ ارسلان، مهرها شکل اسلامی یافت. سلجوقیان از زمان طغرل، پرچم سیاه را همراه با سایر نشان‌های قدرت از خلفای عباسی گرفتند. ازرقی در قصیده‌ای در رسای طغان‌شاه، پرچم سپاه او را قرمز گزارش کرده است. با این حال رنگ پرچم رسمی سلجوقیان معلوم نیست و به احتمال زیاد، همان رنگ رسمی عباسیان و غزنویان، یعنی سیاه بوده است. از اشعار شاعران آن دوره، چون انوری و ظهیر فاریابی، برمی‌آید که پرچم‌ها نقش‌هایی از قبیل ماه، اژدها، شیر، پلنگ و هما داشته‌اند، اما معلوم نیست که این نقش‌ها بر روی پرچم‌ها ترسیم گردیده یا بر بالای چوب پرچم نصب شده بوده‌اند و احتمالاً به هر دو صورت وجود داشته است. «امیرِ عَلَم» (بیرق‌دار) در تشکیلات سلجوقیان مقام مهمی داشته است. پرچم خوارزمشاهیان در نگاره‌ای ایرانی که بخارا را در محاصرهٔ مغول‌ها نشان می‌دهد، به رنگ زرد نشان داده شده است، ولی چون این نقاشی در عصر خوارزمشاهیان ترسیم نشده است، نمی‌توان آن را قاطعانه مطابق با واقع دانست. اما بنابر پاره‌ای شواهد می‌توان سیاه بودن پرچم را نیز در این دوره محتمل دانست.

#### افزوده شدن نقش شیر و خورشید

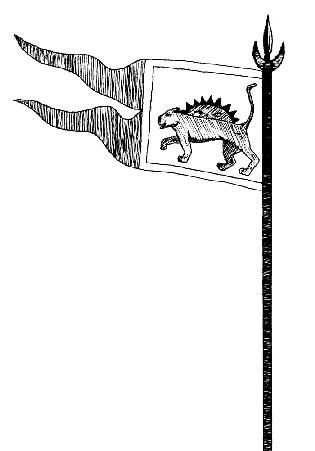
قدیمی‌ترین پرچم شیر و خورشید دار شناخته شده به سال ۸۲۶ هجری قمری (حدود ۱۴۲۳ میلادی) هم‌زمان با دورهٔ شاهرخ تیموری

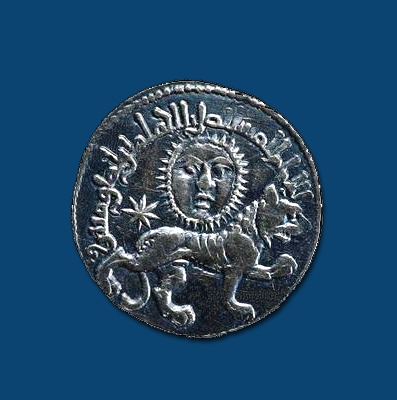
سکه شیر و خورشید دوران سلجوقیان

حجم عظیم شواهد تاریخی و متون ادبی و باستان‌شناختی که احمد کسروی، مجتبی مینوی و سعید نفیسی گردآوری و بررسی کرده‌اند، نشان می‌دهد که خورشید در صورت فلکیِ اسد در منطقةالبروج از قرن هفتم هجری نقشی نمادین و رایج شد. تحقیقات مینوی، نفیسی و کسروی نشان می‌دهند که این نشان از اختربینی وارد فرهنگ عام، نشان‌ها و نقوش هنری شده است و از آنجا به تدریج و در حدود قرن نهم هجری معادل قرن پانزده میلادی به نقوش پرچم‌ها وارد می‌شود. به گفتهٔ شاپور شهبازی در ایرانیکا «این نماد تلفیقی از سنن کهن ایران و عرب و ترک و مغول بود.»
فؤاد کوپریلی در نوشتاری که در مورد پرچم قبایل ترک دارد، در مورد پرچم‌های دورهٔ ایلخانان و تیموریان می‌نویسد: «در نقاشی‌های برخی از نسخه‌های فارسی راجع به تاریخ مغول، پرچمی با زمینهٔ آبی و تصویر گرگ و سایر نقوش مشاهده می‌شود که اثبات مطابقت آن‌ها با واقعیات تاریخی نیاز به تحقیق دارد. به نوشته حافظ ابرو، امیر احمد خلج پرچم سرخ داشته است. در سپاه از پرچم‌هایی به رنگ‌های زرد و قرمز نیز استفاده می‌شده و روی آن‌ها تصاویر گوناگونی از قبیل اژدها، شیر، قره‌قوش — نوعی عقاب — و شیر و خورشید منقوش بوده است. احتمال زیاد می‌رود که تُمغاهای خصوصی نیز روی پرچم‌ها به کار می‌رفته است. در این دوره، به مقامات بلندپایه پرچم و طبل و عَلَمِ نظامی (به مغولی: توغ و کورْگه) داده می‌شده است. ایلخانیان از سویی تحت تأثیر آداب و رسوم کهن مغول-ترک و از سوی دیگر تحت تأثیر غزنویان و سلجوقیان بودند و به ویژه در مظاهر حقوقی و علامات حکومتی از تمدن سلجوقیان متأثر بودند. بر نوک پرچم‌ها، هلال (ماهچهٔ عَلَم) فلزی نصب می‌شد.» وی همچنین می‌افزاید: «راهبی اسپانیایی که در قرن هشتم در کتابش تصویری از پرچم ایران با زمینه زرد و تمغای چهارگوش قرمز در وسط ارائه می‌کند که به احتمال زیاد به دورهٔ ایلخانیان تعلق دارد. در نسخه‌ای از شاهنامه نوشته شده در قرن نهم — زمان مغول‌ها — نگاره‌ای به چشم می‌خورد که پرچمی را با تصویر شیر و خورشید در وسط نمایش می‌دهد. این پرچم به احتمال زیاد متعلق به ایلخانیان است، زیرا این نقش، نقشی رایج روی سکه‌های ایلخانان بوده است.» فؤاد کوپریلی همچنین می‌گوید:
«تصویر شیر و خورشید در سکه‌های برخی از فرمانروایان این سلسله [آق قویونلوها] و بعضی سلسله‌های دیگر ترک فقط نقشی نجومی است نه مظهر حکومت. با وجود این، می‌توان حدس زد که به منزلهٔ نقش نیز در بعضی پرچمها به کار رفته باشد.»
با توجه به این پرچم و نمونه‌های مشابه آن در قرن نهم هجری قمری (پانزده میلادی)، بسیاری از مراجع معتبر مانند دانشنامه بریتانیکا و دانشنامه ایرانیکا زمان اولین مدارک موجود از استفاده شیر و خورشید در پرچم‌های ایران را این دوران می‌دانند.
قدیمی‌ترین پرچم شیر و خورشید دار شناخته‌شده به سال ۸۲۶ هجری قمری — حدود ۱۴۲۳ میلادی — هم‌زمان با دورهٔ فرمانروایی شاهرخ تیموری برمی‌گردد. این پرچم در مینیاتوری از شهنامه چنگیزی — یک منظومه از جهانگشایی مغولان — به تصویر کشیده شده است. این مینیاتور که حملهٔ مغولان به حصار شهر نیشابور را نشان می‌دهد. سربازان را نشان می‌دهد که پرچمی مزین به نشان شیر و خورشید در کنار پرچمی دیگر مزین به هلال ماه حمل می‌کنند.

### دوران صفویان

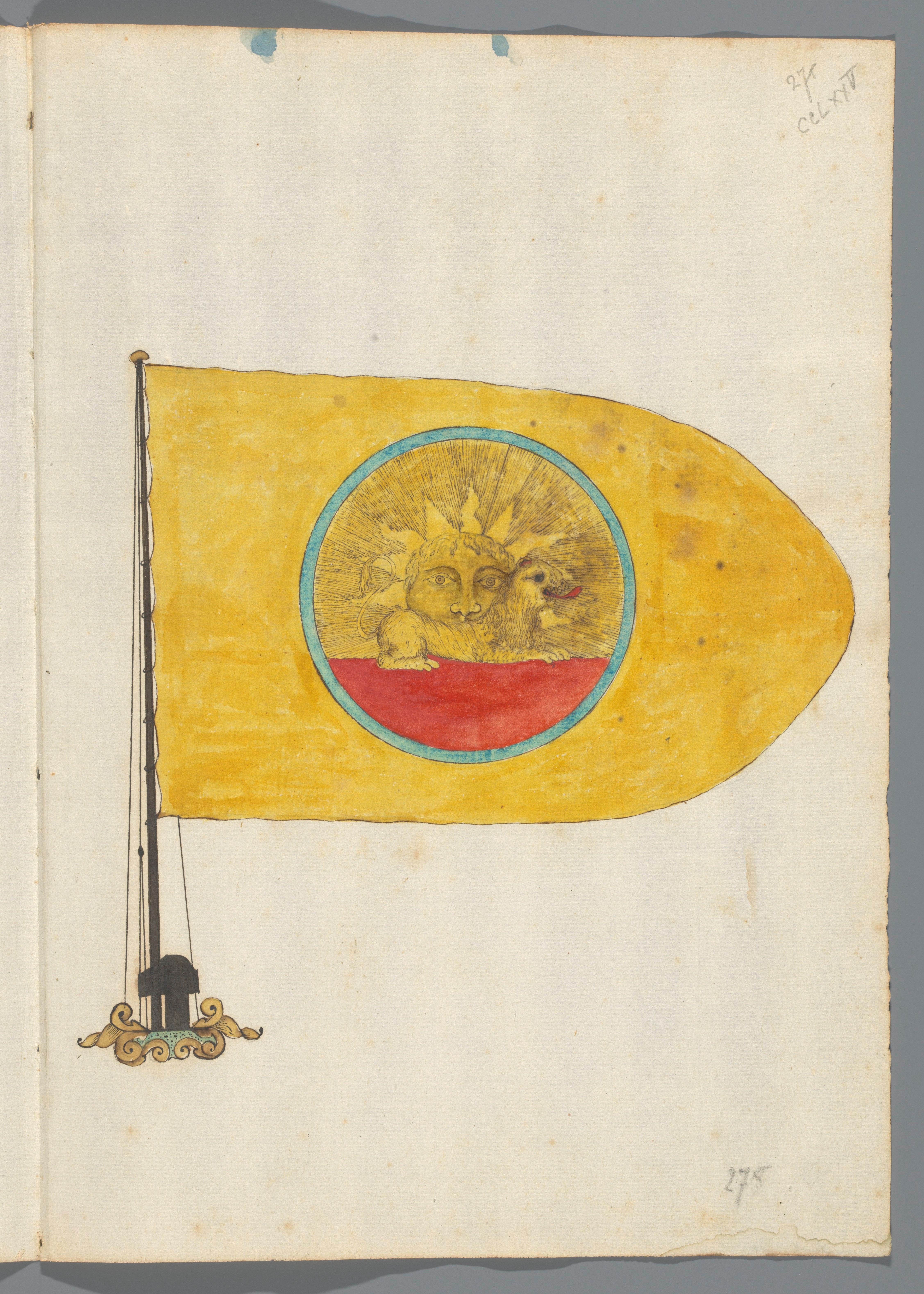
پرچم ایران در «کتاب ۱۴۰صفحه‌ای پرچم‌های اروپا، شمال آفریقا، شرق نزدیک و دور» که در موزهٔ ملی هلند (Rijksmuseum) با شمارهٔ NG-2018-301-138 نگهداری می‌شود.

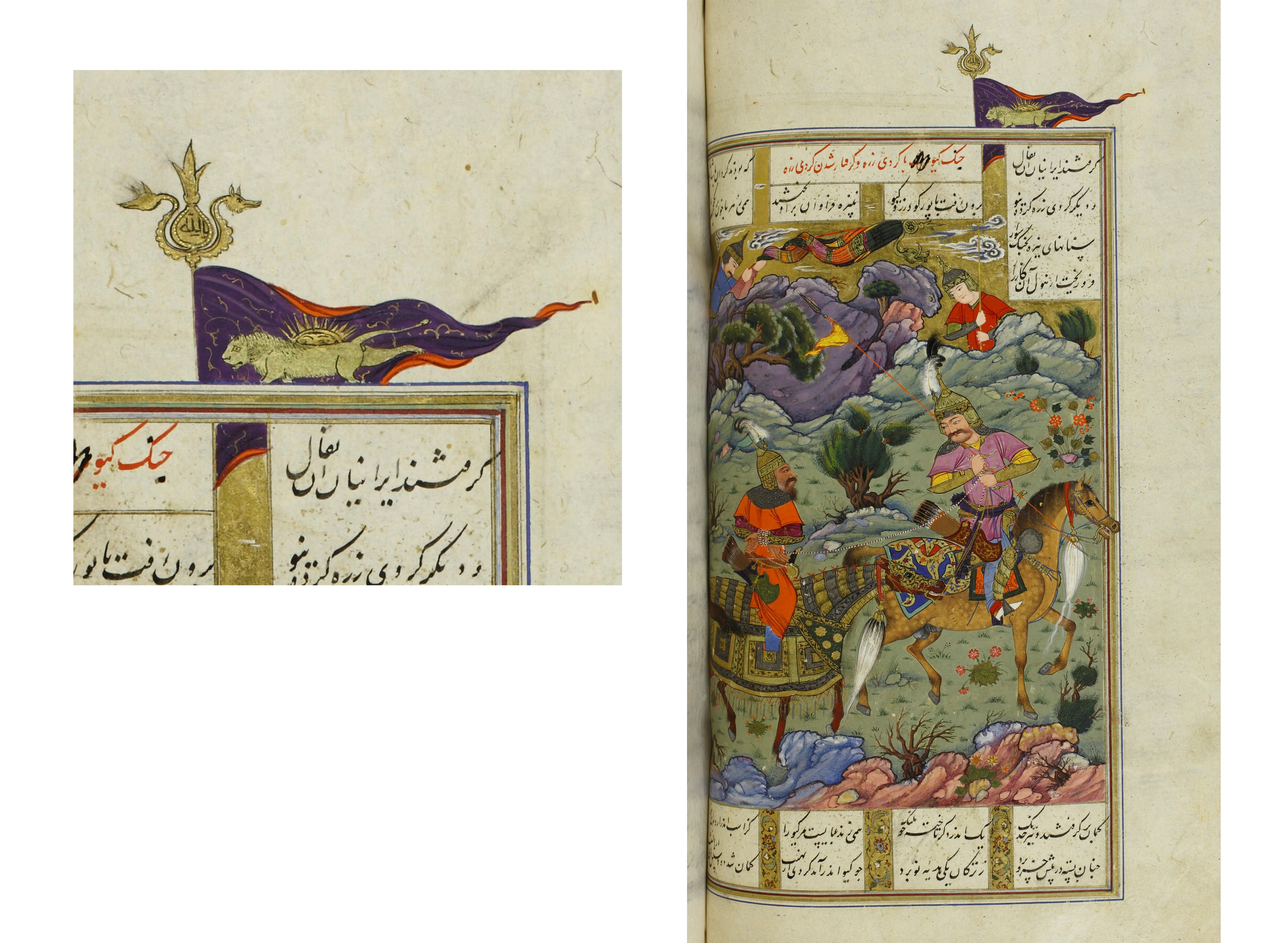
نگاره نبرد گیو و گُروی زره در شاهنامه واقع در کتابخانه دولتی برلین ۱۶۰۵ میلادی، تصویر پرچم شیر و خورشید نشان در این نگاره دیده می‌شود که می‌تواند نمایانگر پرچم‌های روزگار تدوین این شاهنامه یعنی دورهٔ صفویان باشد.

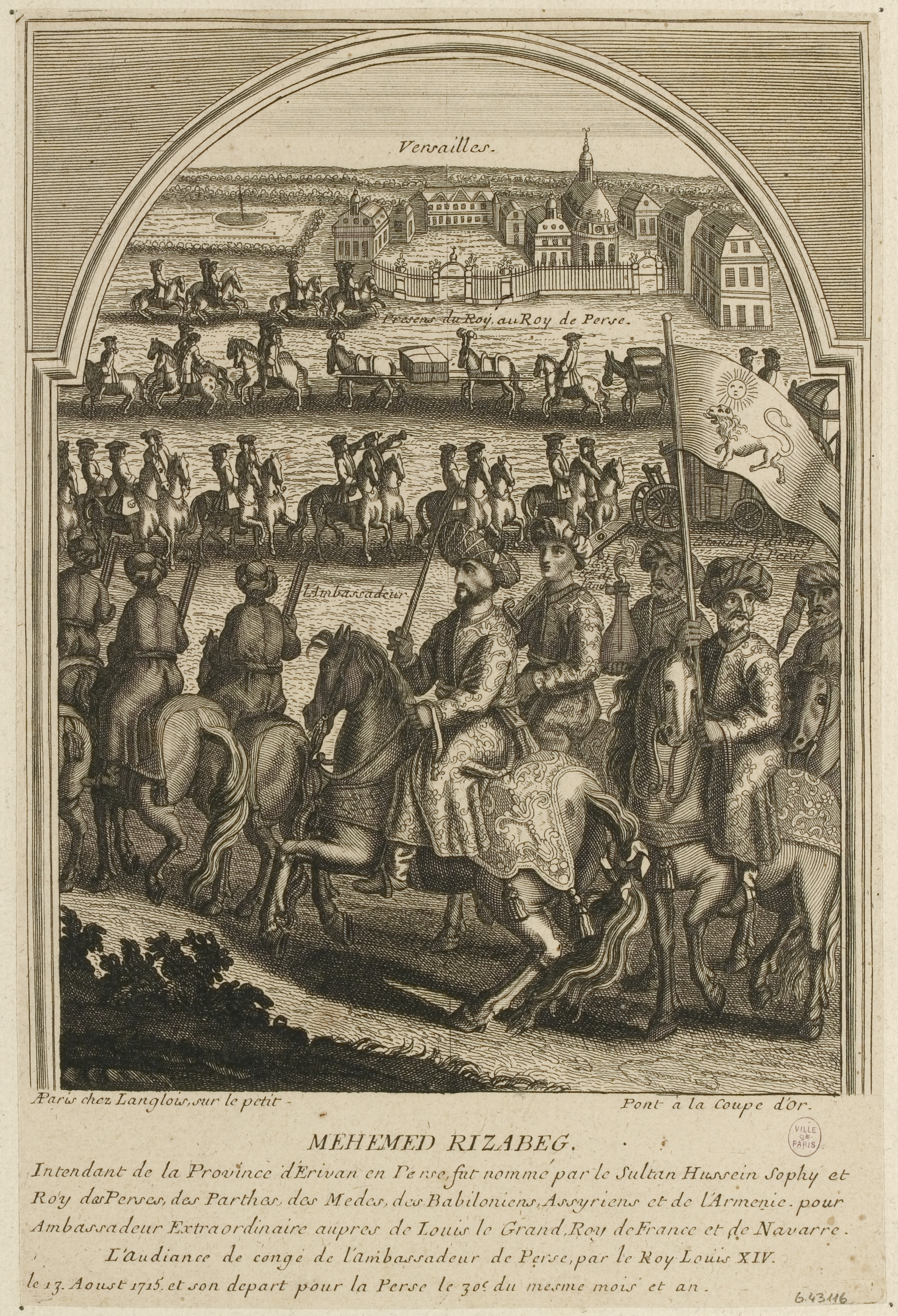
پرچم محمدرضا بیگ فرستاده شاه سلطان حسین صفوی به سال ۱۷۱۵ میلادی در هنگام ورود به کاخ ورسای

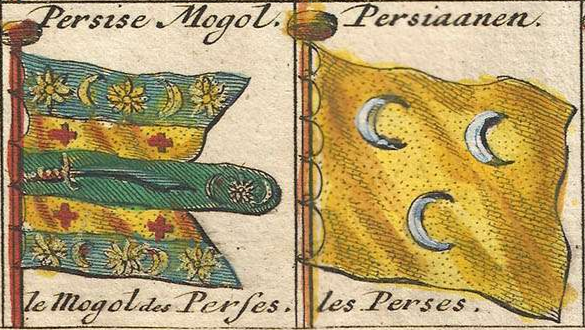
پرچم‌های مشکوک منسوب به ایران در جدول پرچم‌های پیتِر شِنک (Pieter Schenk) چاپ ۱۷۱۱ م

در میان شاهان صفوی که حدود ۲۳۰ سال بر ایران حاکم بودند، شاه اسماعیل اول بر روی پرچم خود نقش شیر و خورشید نداشت. پرچم‌های شاه اسماعیل یکم صفوی توسط محمدقاسم قاسمی گنابادی شاعر روزگار صفوی بدین گونه توصیف شده است:
| عَلَم‌هایِ سبزش ستونِ سپهر |  | مَهِ رایت آیینهٔ ماه و مهر |

و در جای دیگر این گونه توصیف شده است:
| عَلَم‌ها چو خوبان قد آراستند |  | به نظّارهٔ جنگ برخاستند     |
| شد از پرچمِ طوقِ عالی‌اساس   |  | عیان اَبلَقِ آسمان را قُطاس   |
| مَهِ سَرعَلَم بر فَلَک سرفراز    |  | جَلاجِل دفِ زُهره را کرده ساز |

بدین ترتیب شاه اسماعیل یکم پرچم‌هایی سبزرنگ داشته است که سردرفش (طوق یا توغ یا سرعَلَم) آن به شکل ماه بوده است؛ ولی باید توجه داشت که پس از شکست او در نبرد چالدران، پرچم‌هایی سیاه‌رنگ که واژهٔ «القصاص» روی آن‌های نقش بسته بود معمول گردید. هر چند صفویان از علم‌ها و پرچم‌های متفاوتی استفاده می‌نمودند، چنین می‌نماید که تا زمان شاه عباس کبیر پرچم شیر و خورشید پرچم اصلی صفوی می‌شود. در این زمان اروپاییانی که از ایران بازدید کرده‌اند پرچم‌های ایران را سه گوش، مزین به نقش‌های شیر و خورشید، ذوالفقار یا آیات قرآنی توصیف کرده‌اند. در این زمان این نشان تفسیری شیعی پیدا می‌کند. آنگونه که پیدا است نزد صفویان شیر موجود در شیر و خورشید، مظهر علی بن ابی‌طالب و خورشید، مظهر فر دین یا عظمت خداوندی بود که همان تغییر شکل یافته فر ایزدی است می‌باشد. به گفتهٔ افسانه نجم‌آبادی، استاد دانشگاه هاروارد، شیر و خورشید مظهر دوپایه ایران آن زمان، یعنی مذهب و حکومت بود.
در موزهٔ ملی هلند (به هلندی: Rijksmuseum) کتابی ۱۴۰ صفحه‌ای دربارهٔ پرچم‌هایی از اروپا، شمال آفریقا، شرق نزدیک و دور نگهداری می‌شود. پرچم ایران در این کتاب زمینه‌ای زرد رنگ دارد که در میان آن دایره‌ای با لبهٔ آبی‌رنگ هست. در این دایره شیری نشسته با خورشیدی بر پشت آن بر زمینی سرخ‌رنگ نقش بسته است. برش پارچهٔ پرچم چهارگوش نیست و شکل سمت مقابل میلهٔ پرچم طاق‌مانند است. تاریخ این اثر ۱۶۶۹–۱۶۷۰ م — همزمان با پادشاهی شاه سلیمان صفوی — می‌باشد. همچنین جان فرایر (به انگلیسی: John Fryer) که در سال ۱۶۷۷ از ایران بازدید می‌کند، پرچم ایران را شمشیری خونین با دو زبانه در زمینه‌ای سفید توصیف می‌کند.
محمدعلی جمال‌زاده در یادداشتی از دو پردهٔ ابریشمین «موزهٔ بحری کرونبورگ» در کشور دانمارک یاد می‌کند که پرچم‌های سرزمین‌های گوناگون بر روی آن‌ها بافته شده‌اند و احتمالاً متعلق به سدهٔ شانزدهم میلادی می‌باشند. در میان این پرچم‌ها پنج پرچم مربوط به ایران‌اند که او برپایهٔ مشاهداتش از موزهٔ بحری کرونبورگ — که چهل سال پیش از چاپ یادداشتش بوده است — آن‌ها را توصیف نموده و طرحی از هر کدام ارائه داده است. به گفتهٔ جمال‌زاده این‌ها شامل بیرق شاهزاده، بیرق شاه، پرچمی که صرفاً نام ایران در کنار آن آمده و بیرق تجاری بوده‌اند و عنوان پرچم پنجم در یادداشت او نیامده است. پرچم‌های چهارم و پنجم شیروخورشیدنشان‌اند ولی نمونه‌هایی مشابه پرچم‌های نخست تا سوم در منابع ایرانی دیده نمی‌شوند. همچنین در جدول پرچم‌های دریایی «پیتِر شِنک» (Pieter Schenk) متعلق به سال ۱۷۱۱ م که جزء کلکسیون موزهٔ ملی هلند است، دو پرچم مربوط به ایران دیده می‌شوند. یکی از این دو پرچم همان پرچم شاه در پردهٔ ابریشمین موزهٔ دریانوردی دانمارک است و دیگری پرچمی زردرنگ منقش به سه هلال سفید است؛ به گونه‌ای که دو هلال بالای هلال سوم جای گرفته‌اند. علیرضا شاپور شهبازی از میان این پرچم‌ها، آن‌هایی که به شیر و خورشید منقش نیستند را مشکوک خوانده است و برای یکی از آن‌ها خاستگاهی هندی احتمال داده است.

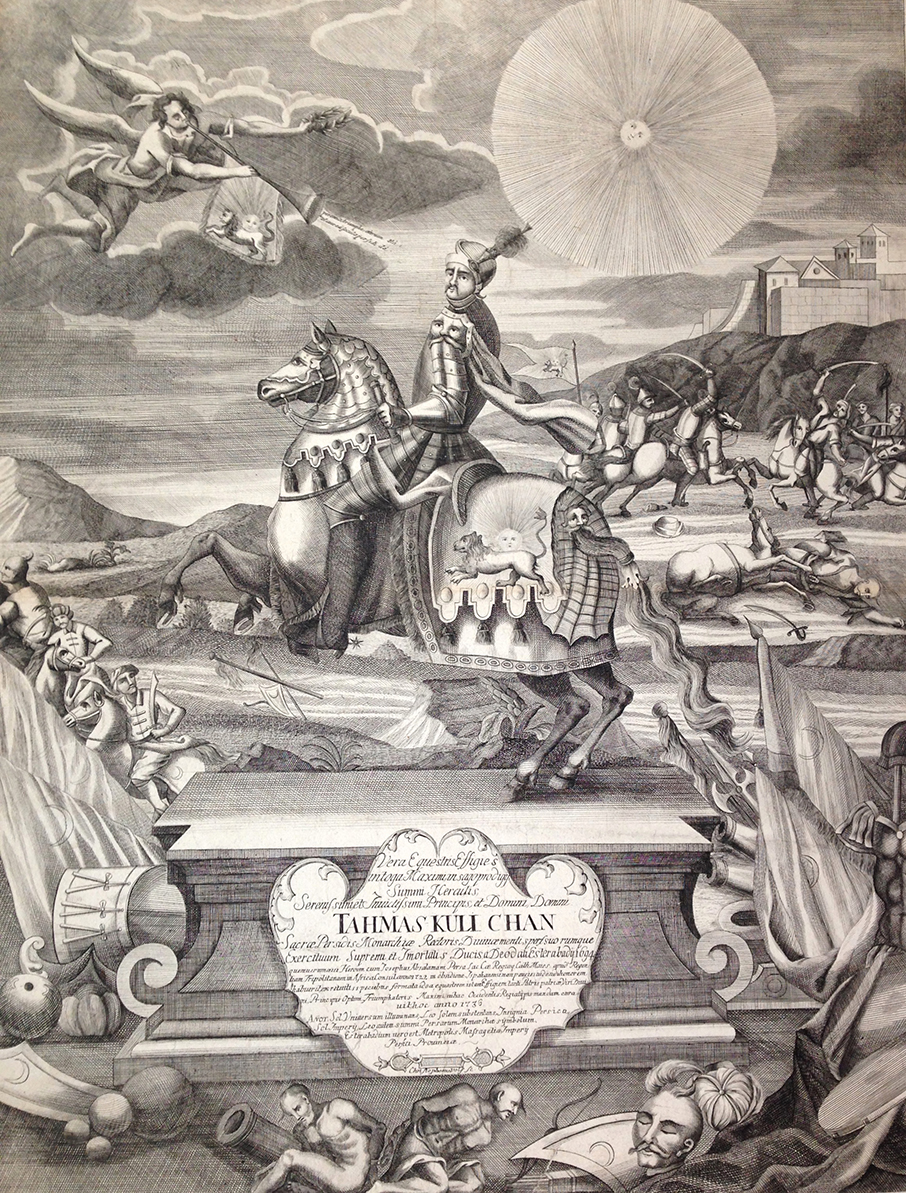
تصویر آلمانی درهم شکسته شدن سپاه عثمانی توسط نادر سردار سپاه صفوی. در تصویر پرچم‌های ایران دیده می‌شود.

### دوران افشاریان
این گونه می‌نماید که نادر شاه افشار از رنگ سبز که نمایانگر صفویان — و شیعیان — بوده است استفاده نکرده است. جوناس هنوی جهانگرد انگلیسی که مدتی در اردوی نادر شاه بوده است پرچم‌های شاهنشاهی و نیز پرچم‌های هنگ‌های او را این گونه توصیف می‌کند: «دو پرچم شاهنشاهی در سمت راست مربعی که پیشتر ذکر شد قرار داده شدند: یکی از آنها نوارهای سرخ، آبی، و سفید، و دیگری سرخ، آبی، سفید، و زرد بود، بی هیچ گونه تزیینی: اگر چه برای حرکت دادن پرچم‌های قدیمی به ۱۲ مرد نیاز بود، شاه چوب آنها را درازتر کرد، و آنها را سنگین‌تر از آنچه بودند ساخت؛ وی همچنین رنگ‌های ابریشمین تازه‌ای بر آنها نهاد، یکی راه‌راه سرخ و زرد و دیگری زرد با لبه‌ای سرخ: اندازهٔ آنها آن چنان عظیم شد، که از به غنیمت گرفته شدنشان به دست دشمنان پیشگیری می‌کرد، مگر آن که شکست کاملی حاصل می‌شد. رنگ‌های هنگ‌ها پارچهٔ نازک ابریشمینی بود که شیبی به یک نوک داشتند، برخی سرخ بودند، برخی سفید و برخی راه‌راه: …» بدین ترتیب آشکار است که پرچم‌های نادر شاه منقش به شیر و خورشید نبوده‌اند اما بر مُهر نادر نشان شیر و خورشید و عبارت «المُلکُ لله» (پادشاهی از آنِ خداست) نقش بسته بوده است. بر پایهٔ نوشتهٔ هنوی پرچم‌های هنگ‌های ارتش نادر شاه سه‌گوش بوده‌اند ولی وی یادداشت نکرده که پرچم‌های شاهنشاهی سه‌گوش بوده‌اند یا چهارگوش. همچنین در ماه مهٔ ۱۷۳۷ مأمور بریتانیا در گمبرون — بندر عباس کنونی — گزارش می‌کند که امیر نیروی دریایی نادر شاه پرچمی با زمینهٔ سفید که روی آن شمشیر ایرانی سرخ‌رنگی نقش بسته است را بر کشتی به اهتزاز درآورده است. به‌کارگیری ترکیب «شمشیر ایرانی» برای ذوالفقار نشان می‌دهد که تا چه اندازه این نشان در ایدئولوژی حکومت‌گری ایرانی جذب شده است.
دو پرچم دیگر نیز از دورهٔ نادر شاه توصیف شده‌اند که دارای منابع معتبری نمی‌باشند. نخست پرچم شاهنشاهی نادر شاه با رنگ‌های قرمز و زرد و نشان شیر و خورشید که در رمان تاریخی «نادر شاه» — چاپ ۱۹۰۸ در لندن، یعنی سال‌ها پس از مرگ نادر — نوشتهٔ سر هنری مورتیمر دیورند (دوراند) توصیف شده است. باید توجه داشت که این کتاب صرفاً رمانی تاریخی است. رنگ‌های آن با آنچه هنوی توصیف کرده سازگار است ولی بودن نقش شیر و خورشید بر آن می‌تواند برخاسته از تخیل ادبی دیورند باشد و نمی‌توان آن را منبعی معتبر برای پرچم دورهٔ نادر شاه به‌شمار آورد. پرچم دیگر، پرچم سفیدرنگ سه‌گوشی است با لبه‌هایی به رنگ‌های سبز و سرخ که در مینیاتور پشت جلد کتاب نزهت‌الارواح آمده است و نبرد نادر شاه با محمد شاه گورکانی را به تصویر کشیده است. این مینیاتور در دورهٔ ناصرالدین شاه — یعنی سال‌ها پس از مرگ نادر — کشیده شده است. و متعلق به سال‌ها پس از مرگ نادر می‌باشد.

یکی از پرچم‌های ایران در دورهٔ صفویان که در دورهٔ افشار به عنوان پرچم نیروی دریایی به کار گرفته شد.
یکی از دو پرچم سری نخست پرچم‌های شاهنشاهی نادر شاه
دیگر پرچم سری نخست پرچم‌های شاهنشاهی نادر شاه
یکی از دو پرچم سری دوم پرچم‌های شاهنشاهی نادر شاه
دیگر پرچم سری دوم پرچم‌های شاهنشاهی نادر شاه

### دوران قاجاریان تا انقلاب مشروطه

#### دورهٔ آقامحمد شاه قاجار
افزوده شدن شمشیر به نقش شیر و خورشید به دوران قاجار بازمی‌گردد؛ ولی با اطمینان نمی‌توان گفت که این تغییر در دورهٔ آقامحمد شاه روی داده است یا دورهٔ فتح‌علی شاه. از پرچم پادشاهی آقامحمد شاه قاجار اطلاعی در دست نیست. فقط در کتاب کُرّاسهٔ اَلمَعی نوشتهٔ غلامحسین افضل‌الملک ضمن توضیح راجع به پرچمی به نام «بیرق قاپوق» که در محل اعدام مجرمان در اهتزاز بوده است، قدمت این پرچم به دورهٔ آقامحمد شاه نسبت داده شده است. این پرچم، سرخ‌رنگ و سه‌گوش بوده و بر پایهٔ تصویر آن، در دست شیر، شمشیری قرار داشته است، هر چند که باید توجه داشت کتاب کُرّاسهٔ اَلمَعی در دورهٔ ناصرالدین شاه نوشته شده است.
برخی پرچمی چهارگوش با زمینهٔ سرخ و دایره‌ای سفید رنگ در مرکز آن که درون این دایره شیر و خورشیدی شمشیردار نقش بسته است را به دورهٔ آقامحمد شاه نسبت می‌دهند. خاستگاه این طرح، نقاشی‌ای از آقامحمد شاه است که چنین پرچمی در کنار او دیده می‌شود. این نقاشی در جلد کتاب شاهان فراموش‌شده: حماسه‌نامهٔ دودمان قاجار (به فرانسوی: Les Rois oubliés: L'épopée de la dynastie Kadjare) نوشتهٔ سلطان‌علی میرزا قاجار — نوهٔ محمدعلی شاه قاجار — چاپ ۱۹۹۲ م چاپ شده است. از آن جا که این نقاشی در عکسی از گردهمایی خاندان قاجار در سال ۲۰۰۳ م دیده می‌شود، احتمال دارد که این نقاشی متعلق به یکی از اعضای خاندان قاجار بوده باشد.
شمشیر افزوده به شیر و خورشید در آغاز دوران قاجار، خمیده است و در بیشتر نگاره‌های بازمانده از آن دوره تا پایان دوره پهلویان به صورت تک‌زبانه دیده می‌شود که با سنت نقاشان ایران در دوزبانه نقش کردن ذوالفقار تفاوت دارد و می‌توان گفت این شمشیر ذوالفقار نیست. نکتهٔ دیگر خمیده بودن این شمشیر است که عده‌ای این گونه از شمشیر را شمشیر عربی می‌دانند. پژوهش منوچهر مشتاق خراسانی نشان می‌دهد که شمشیرهایی با این اندازه از خمیدگی، عربی نیستند و نخستین بار به دست صنعتگران ایرانی در دورهٔ تیموریان ساخته و در دورهٔ صفویان فراگیر شده‌اند.

#### دورهٔ فتحعلی شاه قاجار
در سفرنامهٔ سرهنگ گاسپار دروویل افسری فرانسوی که در سال‌های ۱۲۲۷ و ۱۲۲۸ ه‍.ق به ارتش ایران خدمت می‌کرده است، دربارهٔ پرچم‌های آن زمان ایران می‌نویسد: «درفش‌های بزرگ و کوچک ایرانیان دارای نقش دولتی است که شیر خفته‌ای است در برابر خورشیدی در حال طلوع و با این عبارت «سلطان بن سلطان فتحعلی شاه قاجار» … مانند بیرق‌های ما مزین از نوارهای تافتهٔ سفید و ریشه‌های زرین است. بیرق‌های بزرگ سرخ است و بالای آنها دستی است از نقره که دست علی باشد. بیرق‌های کوچک کبود است و در بالای آن نیزهٔ زرینی است که به تیزی نیزه‌های سواران اروپایی است.» در این کتاب تصویر دو بیرق بزرگ و کوچک زمان فتحعلی شاه هم هست. آن که در طرف راست و بزرگ‌تر است زمینهٔ آن سرخ تیره دارد و شیر و خورشید آن زرد چاپ شده است و آن که درطرف چپ و بزرگ‌تر است زمینهٔ آن آبی تیره است و شیر و خورشید زرد دارد. همچنین در کتاب مسافرت به ایران نوشتهٔ الکسیس سولتیکف شاهزادهٔ روس که حاصل سفر او به ایران در دورهٔ محمد شاه قاجار می‌باشد، تصویری سیاه و سفید از هیئت دیپلماتیک ایران به ریاست میرزا ابوالحسن خان شیرازی نقاشی شده است که پیشاپیش این هیئت پرچمی منقش به شیر و خورشید شمشیردار دیده می‌شود. اما این تصویر، رنگی نیست تا رنگ پرچم‌ها قابل تشخیص باشد. اگر چه مربوط به رخدادی در دورهٔ فتحعلی شاه است، در زمان محمد شاه قاجار نقاشی شده است. هر چند که بر پایهٔ نوشته‌های فلاندَن، زمینهٔ پرچمْ سرخ‌رنگ بوده است. این گونه می‌نماید که تغییر شکل پرچم‌های ایرانیان از سه‌گوش به چهارگوش (مربع یا مستطیل) در دورهٔ فتحعلی شاه رخ داده است.

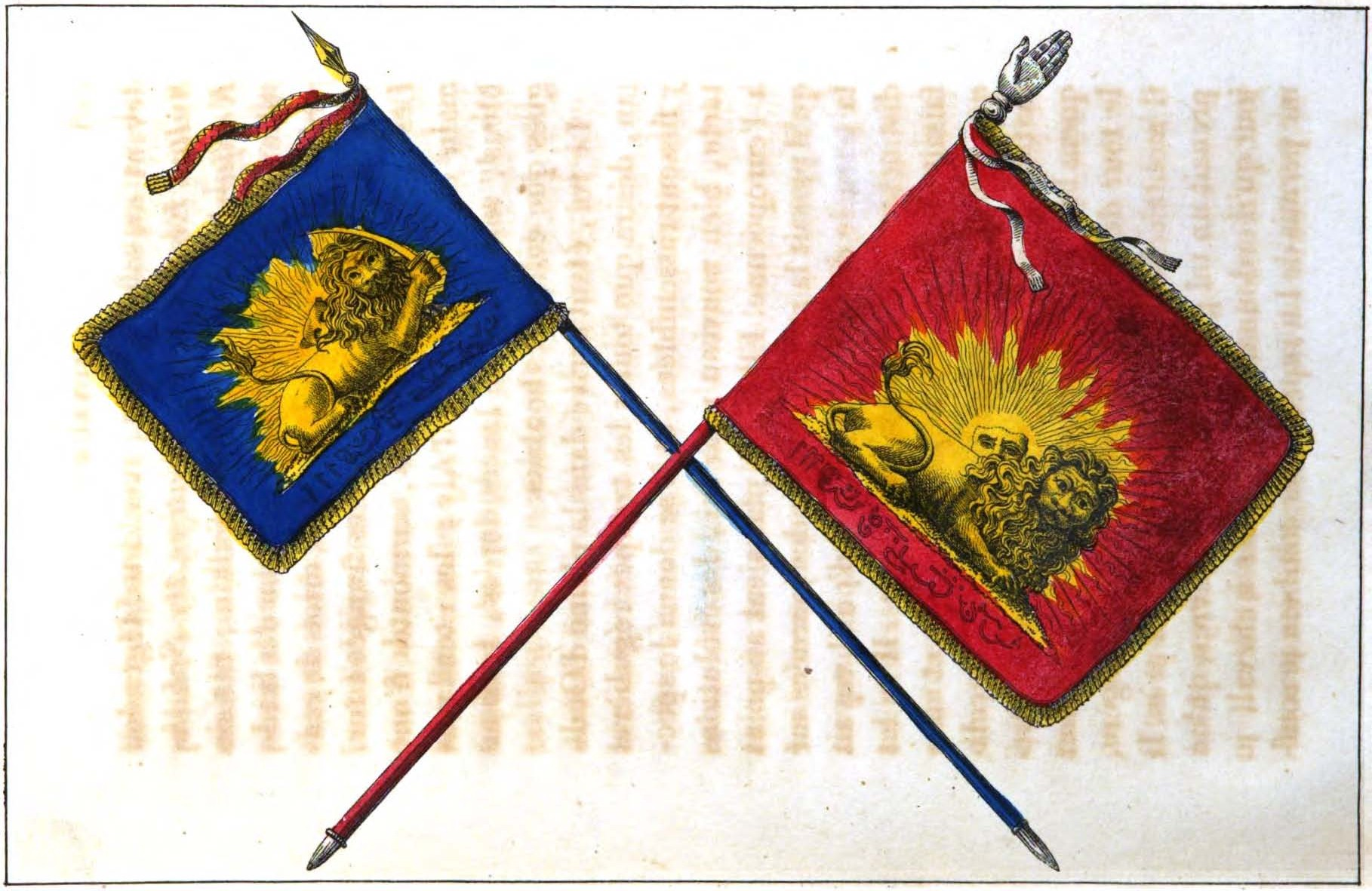
دو پرچم از دورهٔ فتح‌علی شاه که در کتاب «سفر در ایران» (Voyage en Perse) سرهنگ گاسپار دروویل (افسر فرانسوی در خدمت قشون قاجار) آمده است.
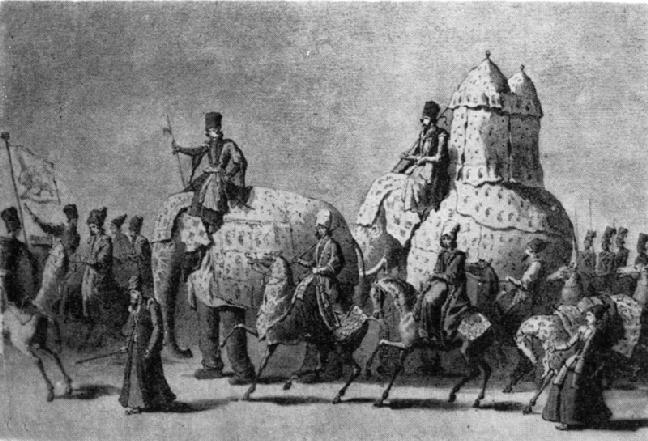
پرچم ایران در نقاشی‌ای سیاه و سفید اثر شاهزاده الکسیس سولتیکف از ابوالحسن شیرازی سفیر فتح‌علی شاه در حال رهسپاری به روسیه (این اثر سپس‌تر در زمان محمد شاه کشیده شده است.)
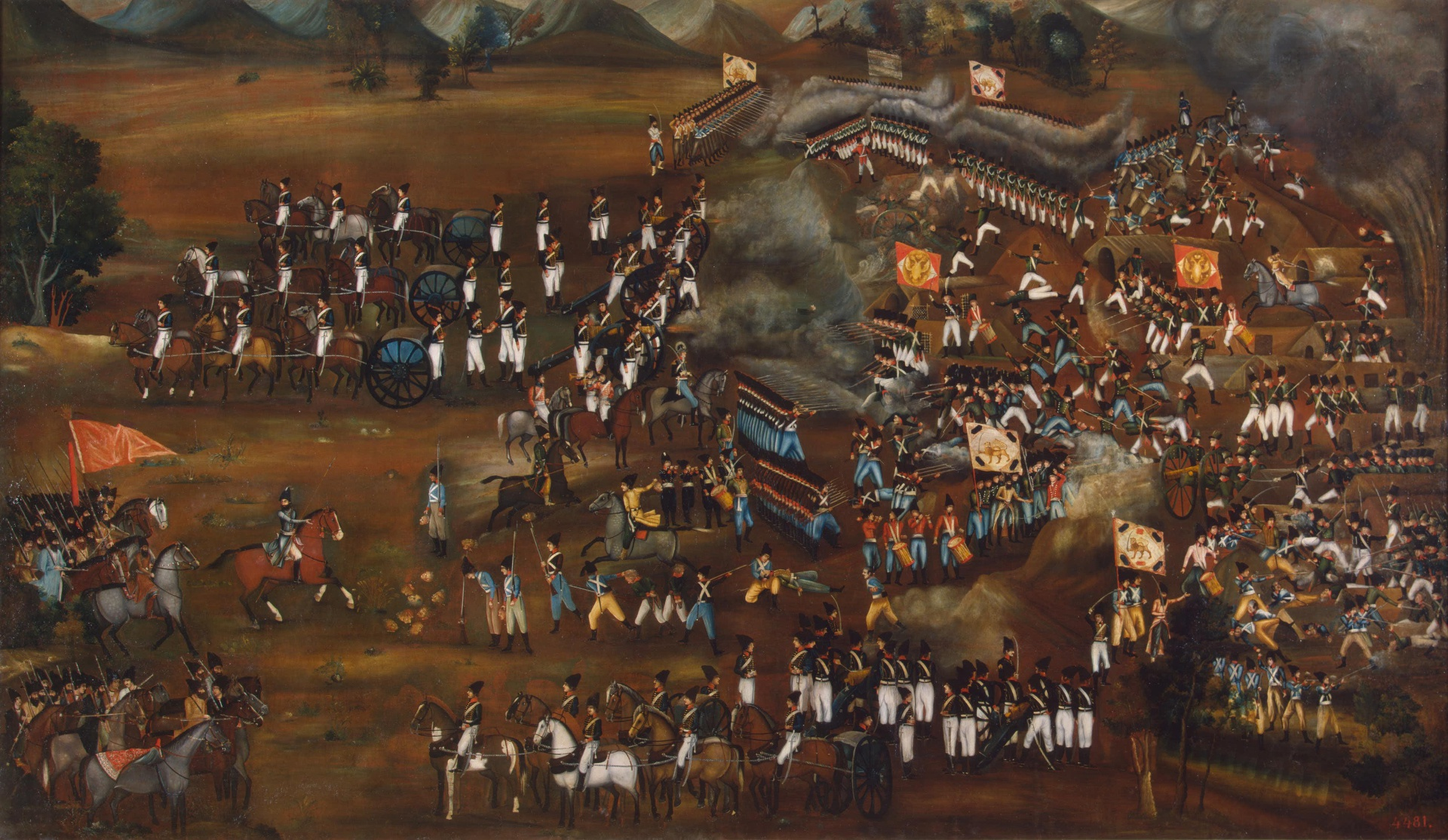
این نقاشی که زمانی قصر عباس میرزا ولی‌عهد فتح‌علی شاه در تبریز را تزیین می‌نموده است، صحنهٔ پیروزی ایرانیان بر روس‌ها را در نبرد سلطان‌آباد در ۱۳ فوریهٔ ۱۸۱۳ و در خلال جنگ‌های ایران و روس ترسیم می‌کند. پیاده‌نظام ایران در این نبرد درفشی با نشان شیر و خورشید حمل می‌نماید و شیر در این تصویر شمشیری در دست دارد.

#### دورهٔ محمدشاه قاجار

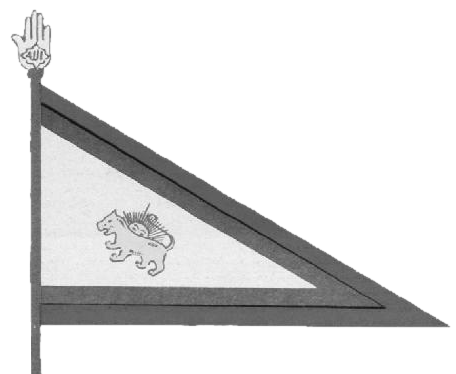
درفش مثلثی از تابلوی جنگ غوریان اثر احمد ۱۲۶۰ ه‍.ق (دارای متن سفید و از سه طرف حاشیهٔ باریک سبز و در وسط شیر و خورشید زرد بدون شمشیر و تاج)

لویی دوبو می‌گوید که محمدشاه قاجار — جانشین فتحعلی شاه — دو پرچم داشته است: «یکی با نقش شمشیر علی، که دوزبانه است» و دیگری «با نقش یک شیر خوابیده و خورشیدی که از پشت آن طلوع می‌کند». پرچم دوم پرچم اصلی کشور است. گویا از اواخر دوران فتحعلی شاه به تدریج دو پرچم شیر و خورشید و ذوالفقار با هم تلفیق می‌شوند و شیر که مظهر علی بن ابی‌طالب بوده است شمشیر دریافت می‌کند. در سفرنامهٔ اوژِن فلاندَن در توصیف ارتش ایران در اصفهان می‌نویسد: «پرچمدار کسی را گویند که با خود پرچم می‌برد، این پرچم سرخ‌رنگ و به رویش نشان ایران که شیر و خورشید است قرار گرفته، دستهٔ پرچم به یک دست که علی را منقوش کرده منتهی است. هر دسته چند وکیل یا آجودان دارد.» به نوشتهٔ یحیی ذکاء در تابلوی نبرد غوریان اثر «احمد نقاش» که در سال ۱۲۶۰ ه‍.ق در زمان محمدشاه کشیده شده است، پرچم‌هایی سه‌گوش با زمینهٔ سفید و شیر و خورشید در میان آن و لبه‌ای سبزرنگ دیده می‌شود.

#### دورهٔ ناصرالدین شاه و مظفرالدین شاه قاجار

##### پرچم‌های به‌کاررفته در مناسبات دیپلماتیک ایران

پرچم ایران که در بیشتر سفرهای خارجی ناصرالدین شاه و مظفرالدین شاه و نیز نمایشگاه‌های جهانی دوران این دو شاه به کار می‌رفت.

بررسی رخدادهای دیپلماتیک و بین‌المللی همچون افراشتن پرچم در سفارتخانه‌های ایران، سفرهای خارجی شاهان قاجار و نمایشگاه‌های بین‌المللی می‌توانند به روشن‌تر شدن طرح پرچم ایران در آن روزگار کمک کنند.
در زمان صدارت امیرکبیر در دورهٔ ناصرالدین شاه، پرچم شیر و خورشید ایران بر فراز سفارت ایران در لندن برافراشته شد. با این حال، متأسفانه از جزئیات طرح و رنگ چنین پرچمی اطلاعی در دست نیست. پس از برکناری امیرکبیر، هنگامی که بر سر افراشتن پرچم در سفارت ایران در عثمانی میان دو کشور اختلاف دیپلماتیک بروز می‌کند، میرزا آقاخان نوری — صدراعظم ایران در اوایل دورهٔ ناصری و پس از امیرکبیر — در مکاتبه با کاردار وقت ایران در عثمانی مطلبی می‌نویسد که نمایانگر نبود طرح استانداردی از پرچم وقت ایران است. نوری می‌نویسد: «بیدق دولت علیه ایران که در اسلامبول افراشته شد، لا اله الی الله، محمد رسول‌الله، علی اسدالله در آن مسطور است. اگر اولیای دولت بهیه روسیه [و انگلیس] ایراد نمایند که این کلمات باعث بلوای عام خواهد شد، آن مخدوم اظهار نماید که اولیای دولت علیه ایران این کلمات [را] موقوف خواهند داشت. بیدق دولت علیه همان شیر و خورشید و بیرق دولت عثمانی همان ماه و ستاره خواهد بود دیگر و اما عذری و محل ایرادی از برای ایشان باقی نخواهد بود…» در هنگام نخستین سفر ناصرالدین شاه به بریتانیا، انگلیسی‌ها دقیقاً نمی‌دانستند چه پرچم‌هایی را به عنوان پرچم رسمی و پرچم شاهنشاهی ایران برافرازند و این امر خود موضوع مکاتبات مفصل میان رئیس تشریفات پادشاهی دربار بریتانیا و سفارت آن کشور در تهران شد. همچنین، وضعیت شیر در نقش شیر و خورشید می‌توانست ایستاده یا نشسته باشد، شمشیر به‌دست باشد یا بی‌شمشیر.

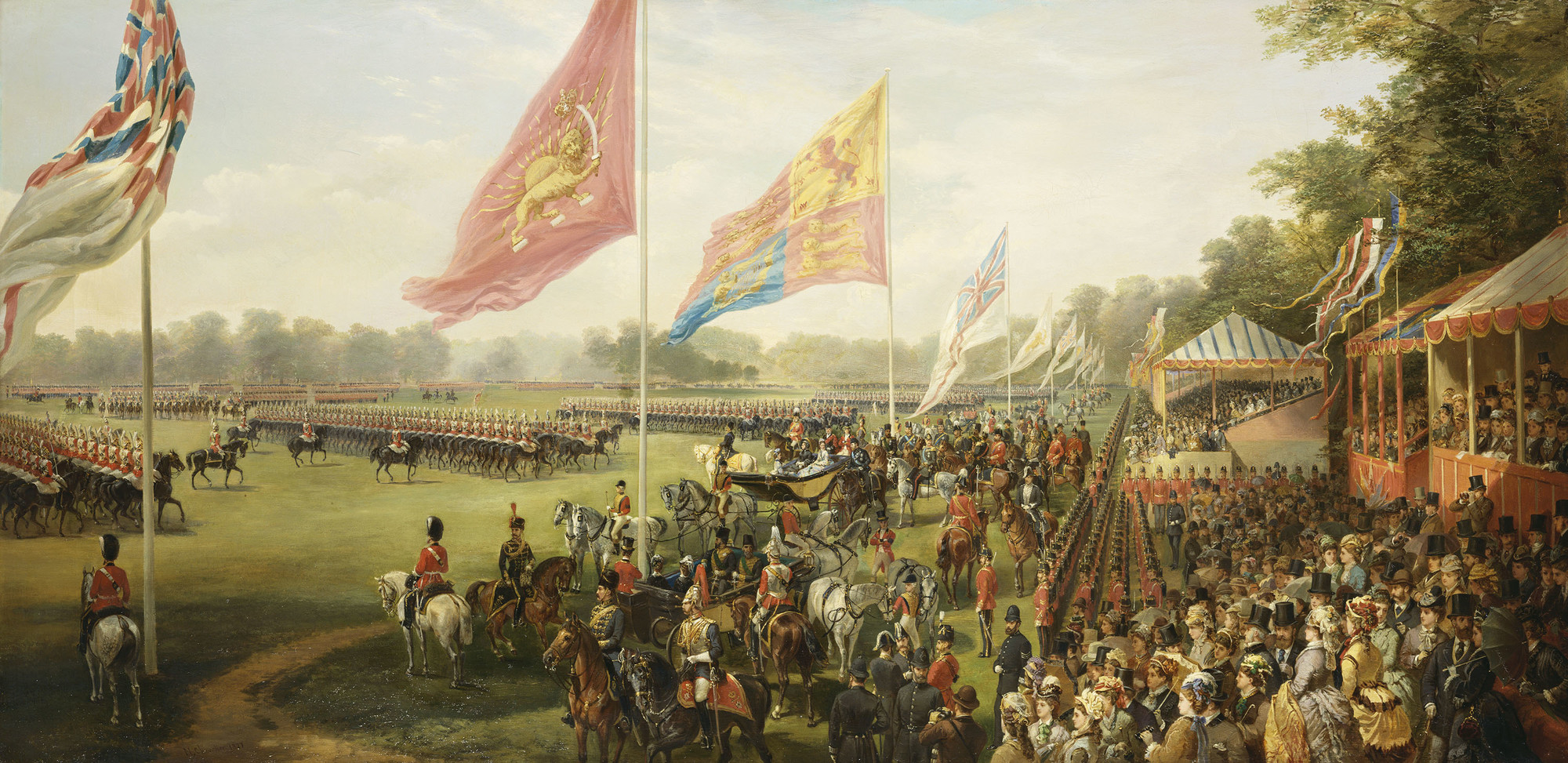
پرچم‌های بریتانیا و ایران در نقاشی بازدید ناصرالدین شاه از پارک بزرگ ویندزور بریتانیا در نخستین سفر او به اروپا در ۱۸۷۳ م - اثر نیکولاس شوالیه (در کنار پرچم پادشاهی بریتانیا، پرچمی شیروخورشیدنشان به همراه تاج بر بالای خورشید و با زمینه‌ای سرخ‌رنگ دیده می‌شود. همچنین، پرچم‌های شیروخورشیدنشان دیگری با زمینهٔ سفید دیده می‌شوند که در کنار پرچم نیروی دریایی بریتانیا (White Ensign) در اهتزاز اند.)
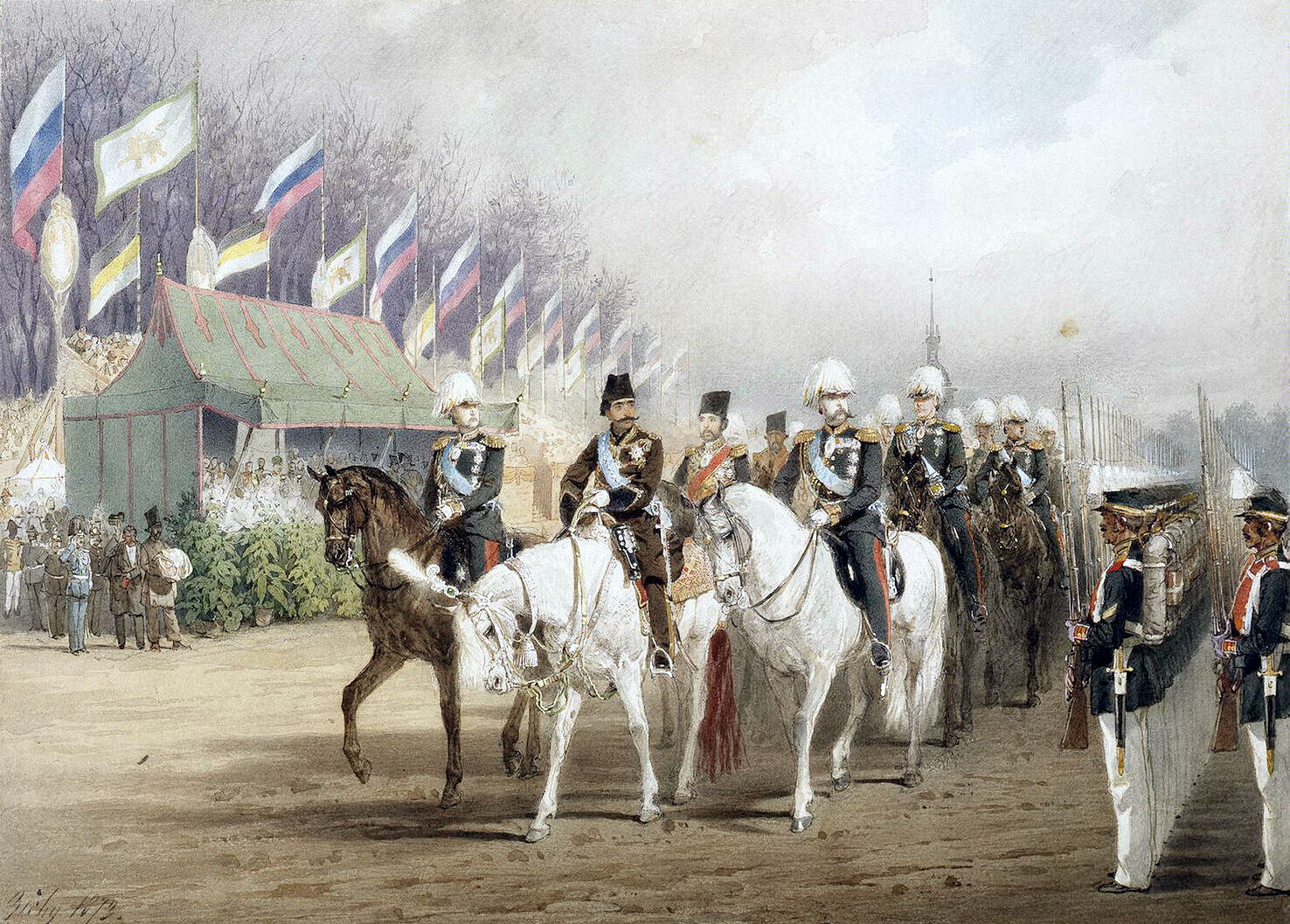
پرچم‌های روسیه و ایران در نقاشی سان دیدن الکساندر دوم روسیه و ناصرالدین شاه در نخستین سفر شاه به اروپا در ۱۸۷۳ م - اثر میخای زیچی
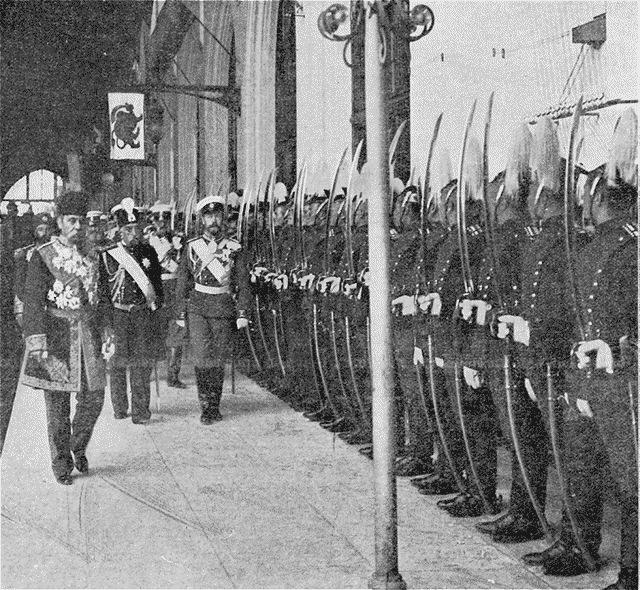
استقبال امپراتور نیکولای دوم از مظفرالدین شاه در سنت‌پترزبورگ در سومین سفر شاه به اروپا در ۱۹۰۵ م - عکاس: کارل بولا
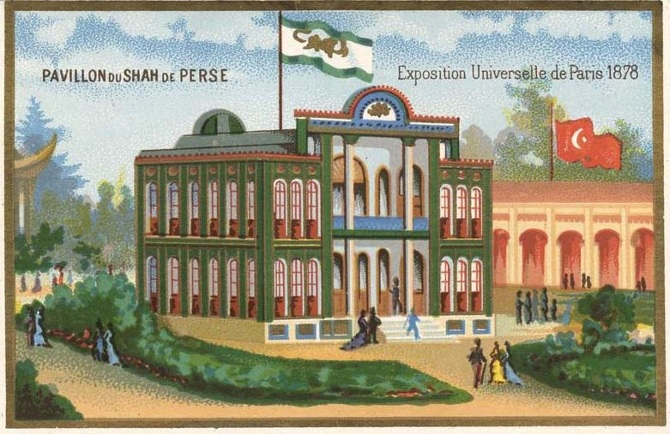
نقاشی‌ای از غرفهٔ ایران در نمایشگاه جهانی ۱۸۷۸ م در پاریس
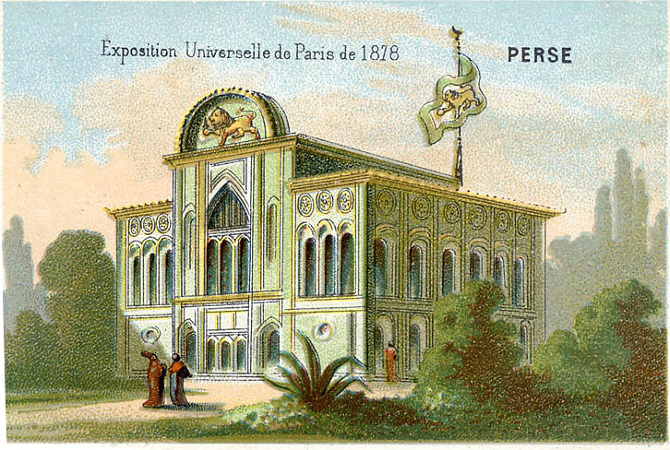
نقاشی‌ای دیگر از غرفهٔ ایران در نمایشگاه جهانی ۱۸۷۸ م در پاریس
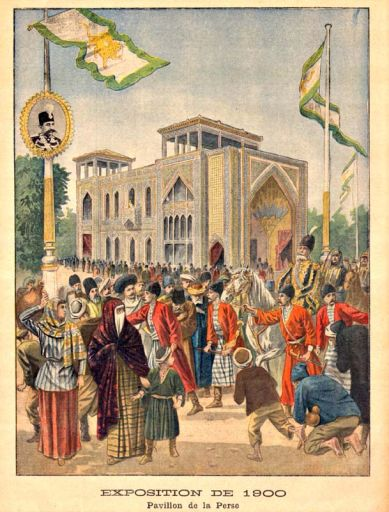
نقاشی‌ای از غرفهٔ ایران در نمایشگاه جهانی ۱۹۰۰ م در پاریس
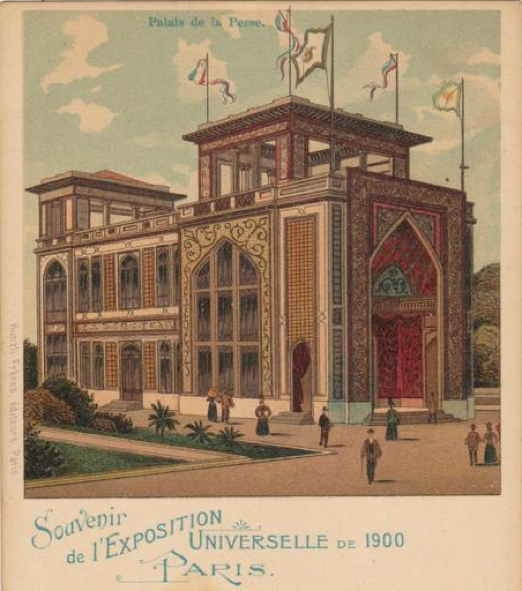
نقاشی‌ای دیگر از غرفهٔ ایران در نمایشگاه جهانی ۱۹۰۰ م در پاریس

##### آیین‌نامه‌های نظامی و نقاشی‌های قشون

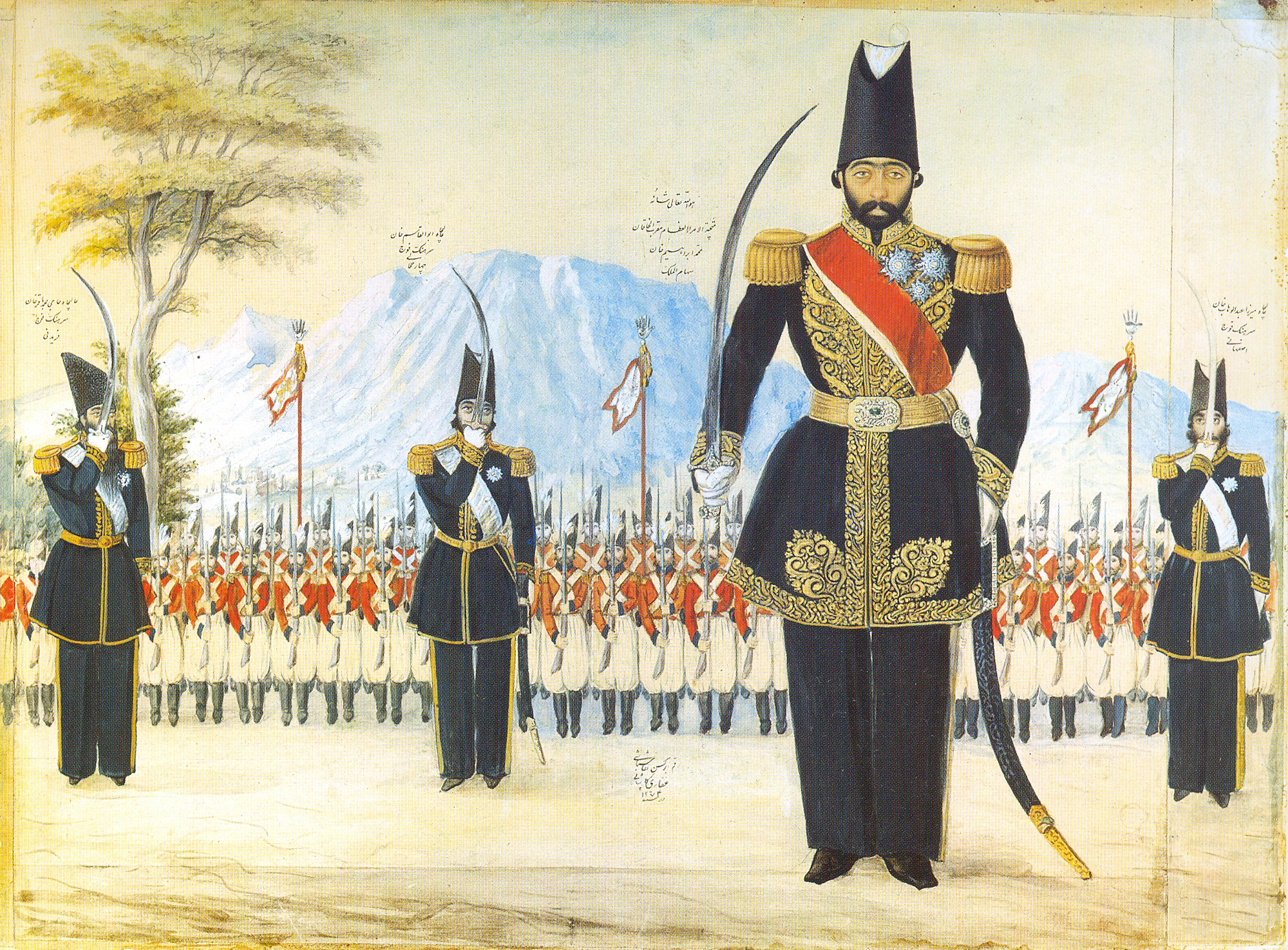
سه پرچم شیر و خورشید بر زمینه‌ای سفید با لبه‌هایی سرخ‌رنگ در نقاشی‌ای از قشون دورهٔ قاجار اثر ابوالحسن صنیع‌الملک متعلق به سال ۱۲۷۴ ه‍. ق

آیین‌نامه‌های نظامی دورهٔ قاجار نیز از دیگر منابع پژوهش دربارهٔ پرچم آن روزگارند. در «آئین‌نامه نظامی قواعد مشق و حرکات پیاده‌نظام دولت علیّه ایران» چاپ رمضان ۱۲۶۸ ه‍.ق — اوایل صدارت میرزا آقاخان نوری — تصویرهایی از بیرق‌دار پیاده‌نظام دیده می‌شوند که در آنها بیرق‌دار پرچمی شیروخورشیدنشان در دست دارد. این تصویرها سیاه و سفیدند و نمی‌توان بر پایهٔ آنها رنگ‌های پرچم را توصیف کرد. در این تصویرها پرچمی مربع‌شکل دیده می‌شود که دارای نقش شیر و خورشید است و در چهار ضلع آن نوار باریکی متمایز از زمینهٔ پرچم مشاهده می‌شود. سرپرچم نیز به شکل دست به تصویر کشیده شده است.

##### نقش پرچم در نقاشی‌های عصر ناصری
نمونه‌هایی از نقش پرچم بر فراز کاخ‌های سلطنتی در نقاشی‌هایی از این کاخ‌ها دیده می‌شوند. یحیی ذکاء نمونه‌هایی از این نقاشی‌ها را معرفی کرده است. دورنمای کوه‌های شمیران از پشت بام کاخ گلستان اثر محمود خان ملک‌الشعرا به سال ۱۲۸۲ ه‍. ق، نقاشی کاخ شهرستانک اثر مسعود غفاری به سال ۱۲۹۸ ه‍.ق و نیز نقاشی همین کاخ اثر کمال‌الملک به سال ۱۳۰۴ ه‍.ق نقش پرچم‌های آن روزگار را مستند کرده‌اند.

##### پرچم سه‌رنگ ایران
به نوشتهٔ عبدالله مستوفی، در آغاز رنگ زمیهٔ پرچم ایران معین نبود. شیر و خورشید بر پرده‌ای سفیدرنگ نگاشته می‌شد و لبه‌ای سبز یا سرخ یا ترکیبی از این دو رنگ به گرد پردهٔ سفید قرار می‌گرفت. تقسیم این سه رنگ به سه قسمت که از سبز شروع و به سرخ ختم شود و شیر و خورشید در وسط رسم گردد از کارهای میرزا حسین خان مشیرالدوله بود.
در جلد چهارم کتاب کُرّاسهٔ اَلمَعی، توضیح و تفسیر ۱۱ بیرق و عَلَم اواخر روزگار ناصرالدین شاه آمده است. این یازده پرچم عبارت اند از: عَلَم کاویان، بیرق فوج پیاده، بیرق توپخانه، بیرق توپچی، بیرق سوار، بیرق عزا، بیرق سوارهٔ قزاق، بیرق دولتی و سلطنتی، گونه‌ای دیگر از بیرق دولتی و سلطنتی، عَلَم تعزیه و بیرق قاپوق. هر دو پرچم «بیرق دولتی و سلطنتی» در این کتاب به ترتیب از بالا به پایین دارای سه رنگ سبز، سفید و سرخ بودند و تفاوت آنها در این بود که در یکی از آنها، نوار سفید پهن‌تری داشت و شیر و خورشید بر آن نقش بسته بود و در پرچم دیگر، نوارهای سبز، سفید و سرخ هم‌اندازه بودند و شیر و خورشید بر روی هر سه رنگ جای می‌گرفت. یحیی ذکاء احتمال داده که سال دقیق تقریر، نقاشی و کتابت کتاب کرّاسهٔ اَلمَعی ۱۳۰۶ ه‍.ق باشد.
اینکه این سه رنگ با چه تعبیری در آن زمان انتخاب شده است محل اختلاف نظر است؛ ولی انتخاب رنگ‌های سبز و سفید بی‌ارتباط با سنت‌های شیعی و اسلامی نبوده و سرخ نشان دهنده قدرت نظامی بوده است. بعدها نشان پرچم تعبیری منطقی بدین صورت یافت که رنگ سبز به عنوان نشان اسلام، رنگ سفید نشان صلح و سرخ نشان رشادت و دلاوری تفسیر شد.

بازسازی بیرق مخصوص به ابنیه و عمارات سلطنت و سربازخانه‌ها و بنادر و هر چه متعلق به دولت و سلطنت است. (بیرق نمرهٔ هشتم کتاب «کُرّاسهٔ اَلمَعی» مربوط به اواخر دورهٔ ناصرالدین شاه)[۷۲]
بازسازی بیرقی دیگر که بالای ابنیهٔ دولتی و سلطنتی افراشته می‌شود. (بیرق نمرهٔ نهم کتاب «کُرّاسهٔ اَلمَعی» مربوط به اواخر دورهٔ ناصرالدین شاه)[۷۳]

#### پرچم‌های دریایی ایران پیش از انقلاب مشروطه
در زمان محمدشاه قاجار، ۳ تن از فرزندان حسین‌علی میرزا فرمانفرما — عموی شورشی محمدشاه — به نام‌های رضاقلی میرزا، نجف‌قلی میرزا و تیمور میرزا از ایران خارج شدند و در ۱۲۵۲ ه‍.ق به بریتانیا سفر کردند. در این سفر دریایی هنگامی که از مالت به جبل‌الطارق می‌رفتند بر کشتی انگلیسی حامل آنها پرچم ایران به اهتزاز درآمد. به نوشتهٔ رضاقلی میرزا «عَلَمِ ذوالفقار» بر دکل کشتی به اهتزاز درآمد. به‌احتمال این پرچم می‌باید همان پرچم ذوالفقار خونین بر زمینهٔ سفید باشد که در دوران صفوی و افشار نیز به کار می‌رفته است. در زمان امیرکبیر برای کشتی‌های دولتی ایران نشان شیر و خورشید و برای کشتی‌های تجاری ایران نشان اژدها تعیین شد. ادوارد استاک در کتابش شش ماه در ایران (به انگلیسی: Six months in Persia) چاپ ۱۸۸۲ م، پرچم شناورهای ایرانی‌ای که در مسقط لنگر انداخته بودند را ذوالفقاری سفید در زمینه‌ای سرخ توصیف می‌کند ولی در پانویس می‌آورد که پرچم‌های شناورهای اندک‌شمار ایران در دریای مازندران شیروخورشیدنشان بوده‌اند. غلامحسین افضل‌الملک در کتاب کُرّاسهٔ اَلمَعی در هنگام توصیف بیرق‌های ایران، پرچم ویژهٔ ساختمان‌های پادشاهی و سربازخانه‌ها و بندرها و هر چه متعلق به دولت و پادشاهی است و پردهٔ مربعی سفیدرنگی با لبه‌ای سبز در بالا و لبه‌ای سرخ در پایین و منقش به شیر و خورشید بوده است؛ آورده که: «شاید بیرق کشتی پرسپولیس هم همین قسم باشد.» این در حالی است که ژنرال انریکو آندرئینی افسر ایتالیایی در خدمت دولت ایران در گزارشی به تاریخ ۷ سپتامبر ۱۸۸۵ پس از شرح خرید کشتی پرسپولیس دربارهٔ پرچم‌های تازهٔ دریایی آن روزگار آورده است که: «اینک دولت ایران یک پرچم دریایی به شرح زیر انتخاب کرده است: پرچم تجارت، سفید با نوارهای قرمز و سبز در بالا و پایین پرچم و نوار قرمزی در وسط. پرچم جنگ، با همان طرح و شیر زردرنگ ایستاده‌ای در وسط در حالی که شمشیری در یک پنجه و خورشیدی در پشت دارد. پرچم شاهی، شبیه پرچم جنگ به اضافهٔ تاج سلطنتی میان شیر و تیرک و زیر آن اسم شاه که اطراف آن را دو شاخهٔ غار و بلوط گرفته‌اند.»

### پرچم مشروطیت ایران

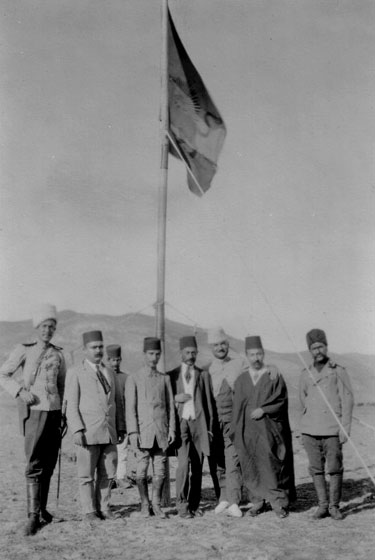
پرچم ایران در کنار اعضای کمیسیون مرزی ایران-عثمانی در ۱۹۱۳ یا ۱۹۱۴ میلادی (شیر و خورشید این پرچم بر روی هر سه رنگ قرار گرفته و مطابق با «دستورالعمل بیرقهای دولت علیه» می‌باشد که در مقالهٔ «شیر و خورشید: نشان رسمی دولت ایران» نوشتهٔ «ابراهیم مکلا» به چاپ رسیده است)

در آغاز جنبش مشروطیت عده‌ای کوشیدند پرچم‌هایی سرخ‌رنگ را معمول کنند؛ ولی سرانجام اصل پنجم متمم قانون اساسی مشروطه پرچم سبز و سفید و سرخ و نشان شیر و خورشید را رسمی کرد. متن اصل پنجم متمم قانون اساسی مشروطیت (مصوب مهر ۱۲۸۶ ه‍.خ) چنین است: «الوانِ رسمیِ بیرقِ ایرانْ سبز و سفید و سرخ و علامتْ شیر و خورشید است.»
| |  |  |
| پرچم‌های دریایی ایران در آغاز دوران مشروطیت: در «رسملی قاموسِ عثمانی» این پرچم افزون بر شیر و خورشید دارای تاج نیز می‌باشد و به عنوان پرچم نظامی دریایی ایران معرفی شده است. سمت راست بازسازی پرچم شهروندی دریایی ایران در «رسملی قاموسِ عثمانی» چاپ ۱۳۳۰ ه‍. ق |  |  |

در آغاز دوران مشروطه، پرچمی با زمینهٔ سفید و دو لبهٔ سبز و سرخ معمول گردید که به‌زودی کنار گذاشته شد. در «رسملی قاموسِ عثمانی» چاپ ۱۲۹۱ ه‍.خ (۱۳۳۰ ه‍.ق) دو پرچم دولتی و شهروندی از ایران ترسیم شده است که هر دو دارای دو لبهٔ سبز و سرخ در سه سوی پرچم (همهٔ جهت‌ها به جز میلهٔ پرچم) اند و تفاوت آنها در نشان شیر و خورشید است که فقط در پرچم دولتی دیده می‌شود. با توجه به مغایرت نحوهٔ قرارگیری رنگ‌ها با آنچه که در نظام‌نامهٔ بیرق‌های دولت علیّهٔ ایران به تاریخ ۳ رمضان ۱۳۲۸ ه‍.ق (۱۶ شهریور ۱۲۸۹ ه‍.خ)، مسلم است که پرچم‌های معرفی‌شده در رسملی قاموس عثمانی در زمان چاپ به‌روز نبوده‌اند.
در نظام‌نامهٔ یادشده که به امضای نایب‌السلطنه (علیرضا خان عضدالملک) و وزیر جنگ رسید، ۵ پرچم با نام‌های «بیرق ملی»، «بیرق شعله‌ای مخصوص دکل‌های جهازات (کشتی‌های) جنگی»، «بیرق دولتی»، «بیرق نظامی و جنگی» و «بیرق سلطنتی» معین شدند. جزئیات این پرچم‌ها چنین بودند:
در چهار پرچم نخست، ترتیب رنگ‌ها که به صورت نوارهای افقی هم‌اندازه توصیف شده‌اند، سبز روشن (چمنی) در بالا، سفید در میانه و قرمز گلی در پایین تعیین گردید. بیرق ملی (پرچم شهروندی) فاقد شیر و خورشید و پرچم دولتی دارای شیر و خورشید توصیف گشت. در پرچم نظامی ایران هم شیر و خورشید میان شاخه‌های زیتون و بلوط قرار گرفت و بر بالای خورشید تاج کیانی نهاده شد. پرچمی آبی‌رنگ نیز به عنوان بیرق سلطنتی (درفش شاهنشاهی) طراحی گشت. این درفش مربع‌شکل بود و در گوشهٔ بالا و سمت میله، مربعی با سه رنگ سبز و سفید و قرمز قرار داشت که ضلع‌هایش یک‌چهارم ضلع‌های پردهٔ درفش بودند. در میان زمینهٔ آبی نیز دایره‌ای سفیدرنگ قرار داشت که شیر و خورشید و تاج کیانی و دو شاخه‌برگ در آن جای می‌گرفت. درازای پرچم شعله‌ای کشتی‌های جنگی نیز ۸ برابر پهنای آن و دارای دو زبانه بود. نمونهٔ چنین پرچم‌هایی (به جز پرچم شعله‌ای کشتی‌های جنگی) در کتاب پرچم‌های جهان نشر «جامعهٔ جغرافیایی ملی» ایالات متحدهٔ آمریکا (به انگلیسی: National Geographic Society) در سال ۱۹۱۷ م (دوران پادشاهی احمد شاه قاجار) منتشر شد.

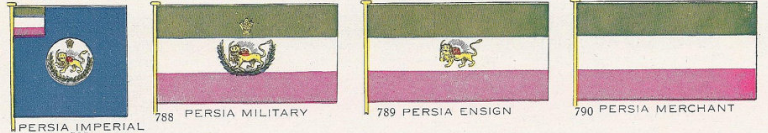
پرچم‌های ایران در سال ۱۹۱۷ م (دوران پادشاهی احمد شاه قاجار) در کتاب پرچم‌های جهان نشر «جامعهٔ جغرافیایی ملی» ایالات متحدهٔ آمریکا

#### استانداردسازی پرچم‌های ایران در دورهٔ پادشاهی مشروطه
پس از انقلاب مشروطه کوشش‌هایی در جهت استانداردسازی پرچم ایران صورت پذیرفت.
استانداردسازی شیر و خورشید: در مقرره‌ای به تاریخ ۱۶ شهریور ۱۲۸۹ ه‍.خ جزئیات علامت شیر و خورشید شامل نحوهٔ رسم دم شیر (مانند حرف S ایتالیک)، محل و اندازهٔ شیر، شمشیر و خورشید توصیف شد.
در انتهای مقالهٔ «شیر و خورشید: نشان رسمی دولت ایران» نوشتهٔ «ابراهیم مکلا» تصویرهای گوناگونی از نقوش شیر و خورشید گرد آورده شده‌اند. مطابق نوشته‌های زیر یکی از این تصویرها، این گونه می‌نماید که این تصویر متعلق به «دستورالعمل بیرقهای دولت علیه» باشد که به منظور استانداردسازی شکل پرچم وقت ایران تهیه شده است. تاریخ این آیین‌نامه مشخص نیست. برابر این دستورالعمل ترتیب سه رنگ پرچم مطابق وضعیت کنونی آن است، شیر و خورشید درشت ترسیم می‌گشته است به گونه‌ای که بر روی هر سه نوار سبز و سفید و سرخ جای می‌گرفته است، در زیر پای شیر هیچ چیزی ترسیم نمی‌شده است، شیر به صورت سه‌رخ نقاشی می‌شده است و چهره‌ای اریب درون خورشید کشیده می‌شده است.
تناسب پهنا به درازای پرچم: در نظام‌نامهٔ ۱۲۸۹ ه‍.خ پهنای پرچم ۱۵۶ سانتی‌متر و درازای آن ۳۱۲ سانتی‌متر تعیین گردید. بدین ترتیب نسبت پهنا به درازا ۱ به ۲ بوده است.

### پرچم‌های ایران در کتاب‌های سدهٔ نوزدهم و آغاز سدهٔ بیستم چاپ‌شده در غرب
افزون بر چند پرچم مشکوک بدون شیر و خورشید منسوب به ایران که از جدول‌های سدهٔ هجدهم میلادی گرفته شده‌اند و پیش‌تر دربارهٔ آنها توضیح داده شد، چند طرح گوناگون از پرچم شیروخورشیدنشان در کتاب‌ها و جدول‌های پرچم سده‌های نوزدهم و آغاز سدهٔ بیستم دیده می‌شود.
۱. پرچم شیروخورشیدنشان زمینه‌سفید: در کتاب دریا: داستان هیجان‌انگیز ماجراجویی، مخاطره و قهرمانی‌گری نوشتهٔ «فردریک ویمپِر» چاپ ۱۸۹۰ م در جدول پرچم‌های دریایی کشورها، پرچم دریایی ایران بدین شکل آمده است.
۲. پرچم شیروخورشیدنشان در زمینهٔ سفید و دارای باریکهٔ پیرامونی سبز: در جدول پرچم‌های کشورهای جهان جانسون چاپ ۱۸۶۸ م که در کتابخانهٔ کنگره با شمارهٔ بازفرآوری LC-DIG-pga-03872 نگهداری می‌شود تصویر یکی از سه پرچم ایران بدین گونه آمده است. دو پرچم دیگر همان پرچم‌های مشکوک منسوب به دورهٔ صفوی می‌باشند که فاقد شیر و خورشید اند. در جدول دیگری که متعلق به زمانی میان ۱۸۷۷ تا ۱۸۹۰ م است و در همان کتابخانه با شمارهٔ بازفرآوری LC-DIG-pga-07890 نگهداری می‌شود نیز تصویر پرچم ایران بدین گونه آمده است.
۳. پرچم شیروخورشیدنشان در زمینهٔ سفید و دارای لبه‌های سبز و سرخ: در کتاب پرچم‌های ملت‌های دریایی چاپ ۱۸۹۹ م از سوی «دپارتمان نیروی دریایی ایالات متحده» تصویر پرچم دریایی ایران بدین گونه آمده است. این پرچم شبیه پرچم کاخ شهرستانک در نقاشی مسعود غفاری می‌باشد.
۴. پرچمی با شیر و خورشید در میان دو شاخه‌برگ در زمینهٔ سفید و چهار لچکی سرخ در چهار گوشه: در کتاب پرچم‌ها: شرح تاریخ و طرز استفادهٔ آنها نوشتهٔ «اندرو مک‌جورج» چاپ ۱۸۸۱ م تصویر پرچم ایران بدین گونه آمده است.

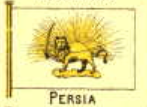
پرچم دریایی ایران در کتاب «دریا: داستان هیجان‌انگیز ماجراجویی، مخاطره و قهرمانی‌گری» نوشتهٔ «فردریک ویمپِر» چاپ ۱۸۹۰ م
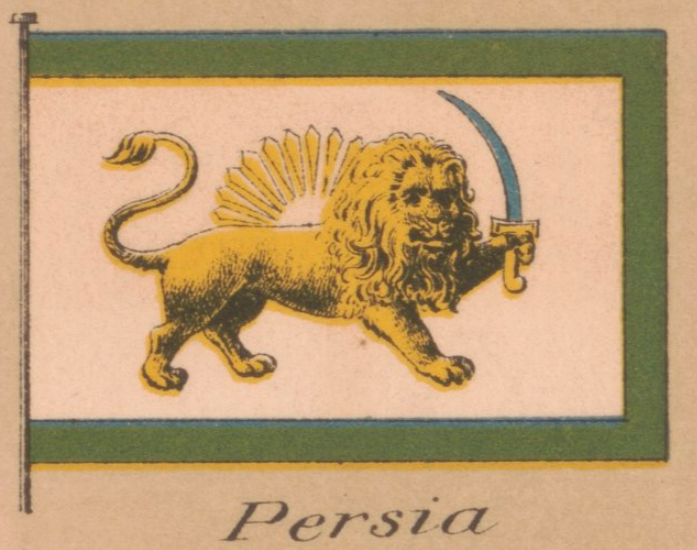
پرچم ایران در جدول پرچم‌های کشورهای جهان (تاریخ چاپ میان سال‌های ۱۸۷۷ تا ۱۸۹۰ م می‌باشد)
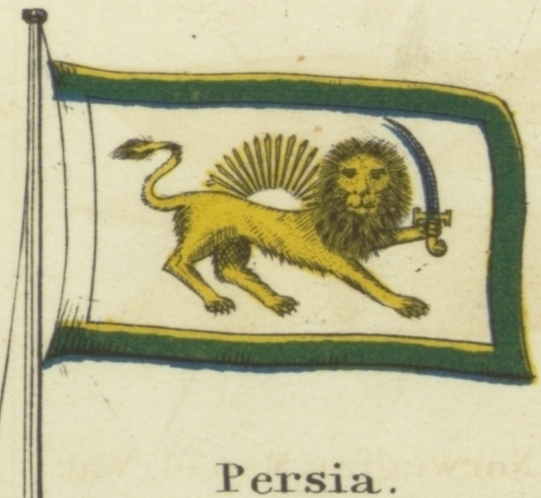
پرچم ایران در جدول پرچم‌های کشورهای جهان جانسون چاپ ۱۸۶۸ م (شمشیر این پرچم ذوالفقار نیست و به‌علت ناهم‌نهشتی چاپ رنگی بر زمینهٔ سیاه و سفید، به صورت دوزبانه درآمده است.)
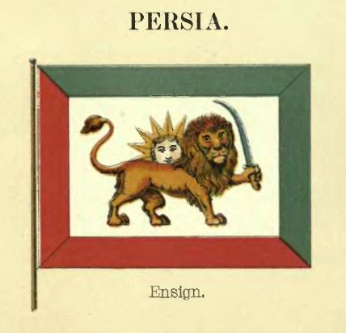
پرچم دریایی ایران در کتاب «پرچم‌های ملت‌های دریایی» چاپ ۱۸۹۹ م
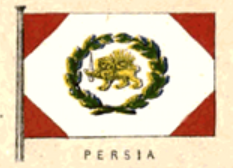
پرچم ایران در کتاب «پرچم‌ها: شرح تاریخ و طرز استفادهٔ آنها» نوشتهٔ «اندرو مک‌جورج» چاپ ۱۸۸۱ م

### دورهٔ پهلوی
با تغییر پادشاهی از قاجار به پهلوی، هیچ تغییر بنیادینی در پرچم ایران رخ نداد و اصل پنجم متمم قانون اساسی پادشاهی که پرچم ایران را شرح می‌داد تغییری نیافت.
در زمان رضا شاه پهلوی شیر با چهرهٔ واقعی‌تری ترسیم می‌شد و دیگر خورشید به صورت زنانه ترسیم نمی‌گردید.
در همین زمان واژه‌های مصطلح در زبان فارسی شامل دِرَفش (پارسی)، عَلَم و رایت (عربی) و بیرق (ترکی) با واژهٔ پرچم جایگزین شدند. این واژه به مرور زمان، به حکم اطلاق جزء بر کل، بر خود درفش نیز اطلاق شده و نخستین فرهنگستان ایران کاربرد آن را به همین معنی و به جای علم و بیرق تأیید کرده است.

### ویژگی‌های پرچم در دورهٔ پهلوی
در مقرره‌ای به تاریخ ۱۳۳۶ شرح ویژگی‌های پرچم ایران چنین آمده است: «نقش شیر و خورشید به رنگ زرد طلایی در وسط پرچم روی قسمت سفید و به قسمی رسم می‌شود که سر شیر به طرف چوب پرچم و شمشیر به‌طور عمودی در دست شیر قرار گرفته و پای شیر به طرف رنگ قرمز باشد. در یک روی پرچم که سر شیر به طرف چپ بیننده است، شمشیر در دست راست شیر است و نگاه شیر متمایل به چپ و دم شیر به شکل حرف S ایتالیک [است] و یک خم به طرف بالا دارد. در روی دیگر پرچم عکس این وضع خواهد بود؛ یعنی شمشیر در دست چپ شیر است و نگاه شیر متمایل به راست و دم شیر وارونهٔ حرف S ایتالیک است و شیر و خورشید دو روی پرچم باید برهم منطبق باشد. زیر پای شیر از امتداد شمشیر تا نقطهٔ تقاطع عمود فرضی که از آخرین نقطهٔ دم شیر فرود آید متناسب با ابعاد تصویر، خط مستقیمی رسم می‌شود.» در مقرره‌ای دیگر به تاریخ ۲۵ بهمن ۱۳۳۷ شیر و خورشید به جای خط افقی بر روبانی تاخورده جای داده می‌شود. به گفتهٔ یحیی ذکاء در ۱۳۴۴ کمیسیونی در «مؤسسهٔ استاندارد و تحقیقات صنعتی ایران» تشکیل شد که برای پرچم ایران استانداردهایی را تدوین نماید. بار دیگر در این استاندارد، تکیه‌گاه شیر، یک خط (به جای روبان تاخورده) توصیف شد. سرانجام نیز در دههٔ ۱۳۵۰، طراحی مدرنی از شیر و خورشید رسمیت یافت و بر اسناد دولتی و پرچم‌ها نقش بست.
در مقرره‌ای به تاریخ ۱۳۱۴ قطع (تناسب پهنا به درازای) پرچم‌های دولتی، ملی و نظامی بر زمین ۲ به ۳ و بر کشتی‌ها ۱ به ۳ تعیین گردید. در مقرره‌های دیگری به تاریخ ۱۴ دی و ۸ بهمن ۱۳۳۶ تناسب پهنا به درازای پرچم‌های ایران بر زمین و بر کشتی‌ها ۱ به ۱٫۷۵ (یا همان ۴ به ۷) تعیین شد که این تناسب در پرچم کنونی ایران نیز رعایت می‌شود.

#### انواع پرچم در دورهٔ پهلوی
در دورهٔ پهلوی نیز استفاده از سه نسخه از پرچم سه‌رنگ ایران (دولتی، شهروندی و نظامی) که خاستگاه آن به دورهٔ نیابت سلطنت عضدالملک بازمی‌گشت ادامه یافت:
- پرچم دولتی (کشوری)[ر]: از سه رنگ برابر سبز و سفید و سرخ تشکیل می‌شد به نحوی که سبز در بالا، سفید در میان و سرخ در پایین قرار می‌گرفت. نشان شیر و خورشید در وسط پرچم و روی بخش سفید جای داشت.
- پرچم شهروندی (مدنی)[ز]: از سه رنگ برابر سبز و سفید و سرخ تشکیل می‌شد به نحوی که سبز در بالا، سفید در میان و سرخ در پایین قرار می‌گرفت. این پرچم فاقد نشان شیر و خورشید بود و برای مدتی «پرچم ملی» خوانده می‌شد. ملی در این ترکیب ترجمهٔ نادرستی از واژهٔ سیویل بود بنابراین مورد اعتراض برخی از پژوهشگران همچون یحیی ذکاء قرار داشت. در مقرره‌های هیئت دولت منوچهر اقبال در سال‌های ۱۳۳۶ و ۱۳۳۷ از این پرچم بی‌نشان بدون به کار بردن صفت ملی یاد شده است.[نیازمند منبع]
- پرچم نظامی (جنگی)[ژ]: از سه رنگ برابر سبز و سفید و سرخ تشکیل می‌شد به نحوی که سبز در بالا، سفید در میان و سرخ در پایین قرار می‌گرفت. نشان آن به این صورت بود که یک تاج پهلوی در بالای شیر و خورشید نقش می‌بست و گرداگرد شیر و خورشید، یک شاخهٔ بلوط و یک شاخهٔ زیتون قرار داشت به‌طوری‌که از پایین به شکل پاپیون زده شروع و به سمت بالا باز می‌شد. در مقررهٔ هیئت دولت منوچهر اقبال به اشتباه سخن از برگِ خرما (پالم) رفته بود. یحیی ذکاء به این اشتباه اشاره کرده است.

۴:۷  پرچم شهروندی (مدنی) ایران تا سال ۱۳۳۷ ه‍.خ (هر چند که از این پرچم تا انقلاب اسلامی استفاده می‌شد.)
۴:۷  پرچم دولتی (کشوری) ایران پیش از انقلاب اسلامی (از سال ۱۳۳۷ ه‍.خ این پرچم به عنوان پرچم شهروندی یا مدنی نیز به کار می‌رفت.)
۴:۷  پرچم نظامی ایران پیش از انقلاب اسلامی

۴:۷ پرچم ایران با طراحی مدرن شیر و خورشید در دههٔ ۱۳۵۰

پرچم ایران در میدان شهیاد (میدان آزادی کنونی) پیش از انقلاب اسلامی ایران

### پرچم جمهوری اسلامی ایران
|                                                        |  |  |
| نخستین نشان جمهوری اسلامی ایران بر روی دو اسکناس قدیمی |  |  |

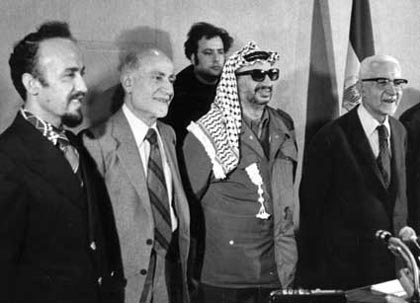
دیدار یاسر عرفات با مقامات دولت موقت ایران، بخشی از پرچم شیروخورشیدنشان در سمت راست تصویر دیده می‌شود. (از چپ به راست: هاشم صباغیان، مهدی بازرگان، یاسر عرفات، یدالله سحابی)

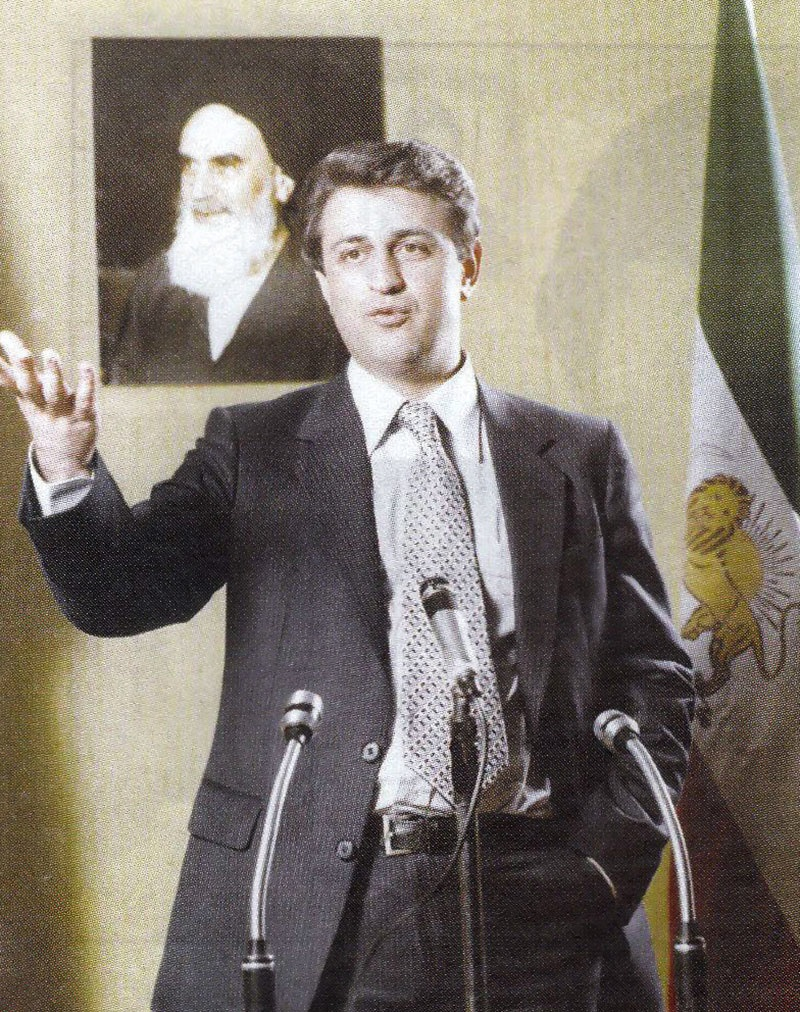
صادق طباطبایی در نشستی خبری با مطبوعات دربارهٔ همه‌پرسی نظام جمهوری اسلامی، اسفند ۱۳۵۷

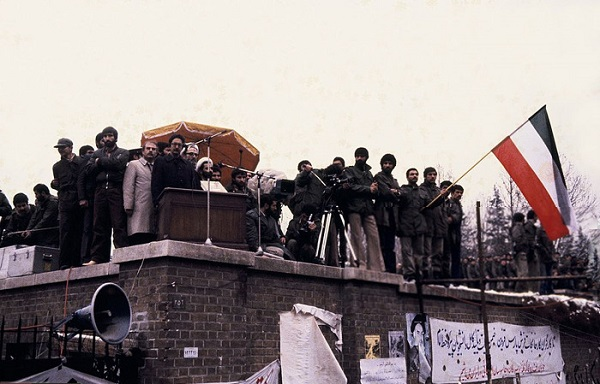
نخستین پرچم جمهوری اسلامی ایران هنگام سخنرانی ابوالحسن بنی‌صدر در سال ۱۳۵۸ و پیش از تصویب نشان کنونی جمهوری اسلامی

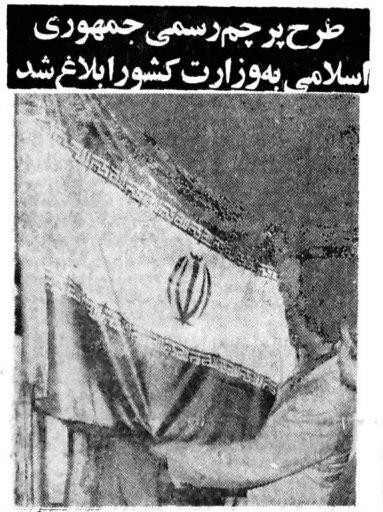
نخستین طراحی «الله اکبر» پرچم جمهوری اسلامی ایران به دلیل شباهت به usa تغییر کرد. تصویر پرچم جمهوری اسلامی ایران با نخستین طراحی الله اکبرهایش در روزنامهٔ اطلاعات به تاریخ ۸ مرداد ۱۳۵۹ دیده می‌شود.

مقایسهٔ طراحی آغازین و کنونی «الله اکبر» پرچم جمهوری اسلامی ایران

در نخستین روزهای پس از پیروزی انقلاب، دولت موقت از پرچم شیروخورشیدنشان استفاده می‌کرد. برای نمونه در تصاویر دیدار یاسر عرفات با سران دولت موقت، پرچم شیروخورشیدنشان دیده می‌شود. همچنین تاج پهلوی از پرچم نظامی ایران که افزون بر شیر و خورشید دارای تاج و شاخه‌های زیتون و بلوط بود حذف شد. اندکی بعد، در ۱۰ اسفند ۱۳۵۷، سید روح‌الله خمینی خواستار برچیده شدن نشان شیر و خورشید شد. علی‌رغم این سخنرانی تا مدتی دولت موقت همچنان به استفاده از پرچم شیروخورشیدنشان ادامه داد ولی سرانجام این دولت مسابقه‌ای عمومی برای طراحی نشان جمهوری اسلامی برگزار کرد. اگرچه نشان کنونی جمهوری اسلامی اثر حمید ندیمی نیز به این مسابقه ارسال شد، ولی نشان دیگری اثر صادق تبریزی که خورشیدی با ۲۲ ستاره و ۸ مشت گره‌کرده بود، در تاریخ ۱۰ بهمن ۱۳۵۸ از سوی شورای انقلاب پذیرفته شد و با افزوده شدن الله اکبر در وسط آن بر روی پرچم ایران نقش بست. همچنین این نشان بر روی اسکناس‌های اول انقلاب چاپ شد. رسمیت این نشان چندان به درازا نکشید. نشان کنونی جمهوری اسلامی ایران در ۱۵ اردیبهشت ۱۳۵۹ به تصویب شورای انقلاب و در ۱۹ اردیبهشت همان سال به تصویب سید روح‌الله خمینی رسید. پس از طراحی نشان، نوبت به طراحی کل پرچم رسید که مطابق قانون اساسی می‌بایست دارای الله اکبر می‌بود. این وظیفه نیز به حمید ندیمی سپرده شد.
با وجود این تحولات، نشان شیر و خورشید تا سال ۱۳۵۹ بر روی برخی اسناد دولتی به کار می‌رفت که اعتراض سید روح‌الله خمینی را در ۶ تیر ۱۳۵۹ برانگیخت. وی در ۷ تیر همان سال برای تغییر نشان‌ها و آرم‌های شاهنشاهی مهلتی ۱۰ روزه تعیین کرد. پرچم کنونی جمهوری اسلامی ایران در ۱۵ تیر ۱۳۵۹ از سوی شورای انقلاب تصویب شد. طبق مصوبهٔ شورای انقلاب و تأیید رهبر وقت جمهوری اسلامی، می‌بایست نشان جمهوری اسلامی ایران به رنگ سبز می‌بود؛ اما ابوالحسن بنی‌صدر در ابلاغ مصوبهٔ شورا، این نظر را عوض کرد و رنگ آرم را قرمز تعیین نمود که در نهایت نیز همین رنگ اجرا و عمومی شد. در ۸ امرداد ۱۳۵۹، مشخصات فنی و ظاهری آن از سوی دولت وقت اعلام گردید. آخرین تغییری که در پرچم ایران پدید آمد، مربوط به الله اکبرهای آن بود که به علت این که برخی طراحی نخست را شبیه به حروف لاتین usa می‌پنداشتند از حمید ندیمی خواسته شد که آن را تغییر دهد و او نیز طراحی دیگری ارائه داد که تاکنون به کار می‌رود.

دولت موقت در آغاز کار، پرچم شیر و خورشید را همچنان به کار می‌بُرد.
تاج پهلوی از پرچم نظامی ایران حذف شد.
نخستین پرچم جمهوری اسلامی ایران از ۱۰ بهمن ۱۳۵۸ تا ۱۵ تیر ۱۳۵۹
پرچم جمهوری اسلامی ایران با نخستین طراحی الله اکبر
پرچم جمهوری اسلامی ایران با دومین طراحی الله اکبر

این پرچم، بیانگر اسلامی بودن حکومت است. در اصل هجدهم قانون اساسی جمهوری اسلامی ایران مصوب سال ۱۳۵۸ (۱۹۷۹ میلادی) در مورد پرچم رسمی کشور آمده است که 
پرچم رسمی ایران به رنگهای سبز و سفید و سرخ با علامت مخصوص جمهوری اسلامی و شعار «الله اکبر» است.— قانون اساسی جمهوری اسلامی ایران، 

#### ویژگی‌های پرچم رسمی ایران
هر یک از ویژگی‌های پرچم نشانگر یکی از ارزش‌هایی است که انقلاب اسلامی ایران، مبتنی بر آن‌ها به پیروزی رسیده است.
شورای انقلاب، در ۱۵ تیر ۱۳۵۹ با ابلاغ ویژگی‌های کلی پرچم، اعلام کرد که مشخصات هندسی و فنی پرچم با رعایت استانداردهای ابلاغی مؤسسهٔ استاندارد و تحقیقات صنعتی ایران باشد. این مؤسسه در ۱۳۹۵ به «سازمان ملی استاندارد ایران» تحول یافت. نخستین استاندارد پرچم در ۱۳۵۹ تدوین شد که دو بار در سال‌های ۱۳۸۳ و ۱۳۹۵ بازنگریسته شد. در نهایت ویژگی‌های فعلی پرچم رسمی کشور، ابلاغی از سوی سازمان ملی استاندارد ایران، به شکل زیر می‌باشد (ابلاغی ۱۳۵۹، بازنگریستهٔ ۱۳۸۳ و ۱۳۹۵):
1. پرچم به ترتیب عمودی از سه رنگ مساوی سبز، سفید و سرخ تشکیل شده است.
2. علامت مخصوص جمهوری اسلامی ایران، به رنگ سرخ در وسط پرچم قرار می‌گیرد.
3. شعار اللّه اکبر، به نشانهٔ ۲۲ بهمن (روز بیست و دوم از ماه یازدهم سال هجری خورشیدی)، یازده بار به صورت نواره در مرز رنگ سبز با رنگ سفید و یازده بار به صورت نواره در مرز رنگ سرخ با رنگ سفید (در مجموع ۲۲ بار) و به خطّ بنّایی (یعنی همان خطی که شعار اللّه اکبر بر بالای مناره‌های مساجد با آن نوشته می‌شود) تکرار می‌گردد.
4. حرف الف «الله اکبر» در نوارهٔ بالا در زیر کلمه و در نوارهٔ پایین در بالای کلمه به‌طور افقی و در مرز رنگ سفید با سرخ و سبز قرار می‌گیرد.
5. لابه‌لای حروف الله اکبرهای فوقانی، به رنگ سبز، و الله اکبرهای تحتانی، به رنگ سرخ پر می‌شود.
6. نسبت طول به عرض پرچم، هفت به چهار است.
7. میلهٔ پرچم، به رنگ اکلیل نقره و قطر آن دو تا چهار سانتی‌متر و درازای آن، سه برابر عرض پرچم می‌باشد. در بالای میله و بلافاصله بعد از پرچم، یک قبّه (گوی) قرار داده می‌شود که نسبت قطرِ گوی به قطرِ میله، برابر سه به دو می‌باشد. طناب مورد استفاده برای پرچم، باید از جنس نایلون و حداقل قطر یک سانتی‌متر باشد. اگر پرچم در میدان‌ها نصب شود، اندازهٔ میله نسبت به اندازهٔ میدان متغیر است.[۱۳۱]

نشان الله سرخ رنگ که در مرکز پرچم جمهوری اسلامی ایران درج می‌گردد، عبارت لا اله الا الله می‌باشد.
در آخرین اصلاح استاندارد پرچم ایران آمده است که رنگ‌ها، علامت مخصوص و شعار الله اکبر با تمام مشخصات آن باید در هر دو روی پارچهٔ پرچم مشخص شود؛ ولی در صورت یک‌لایه بودن پرچم، برعکس بودن نوشته‌ها در طرف دیگر پرچم مانعی ندارد. مشخص نشده است که روی پرچم آن سویی است که میله در سمت چپ آن قرار می‌گیرد یا آن سویی که میله در سمت راست آن جای دارد.

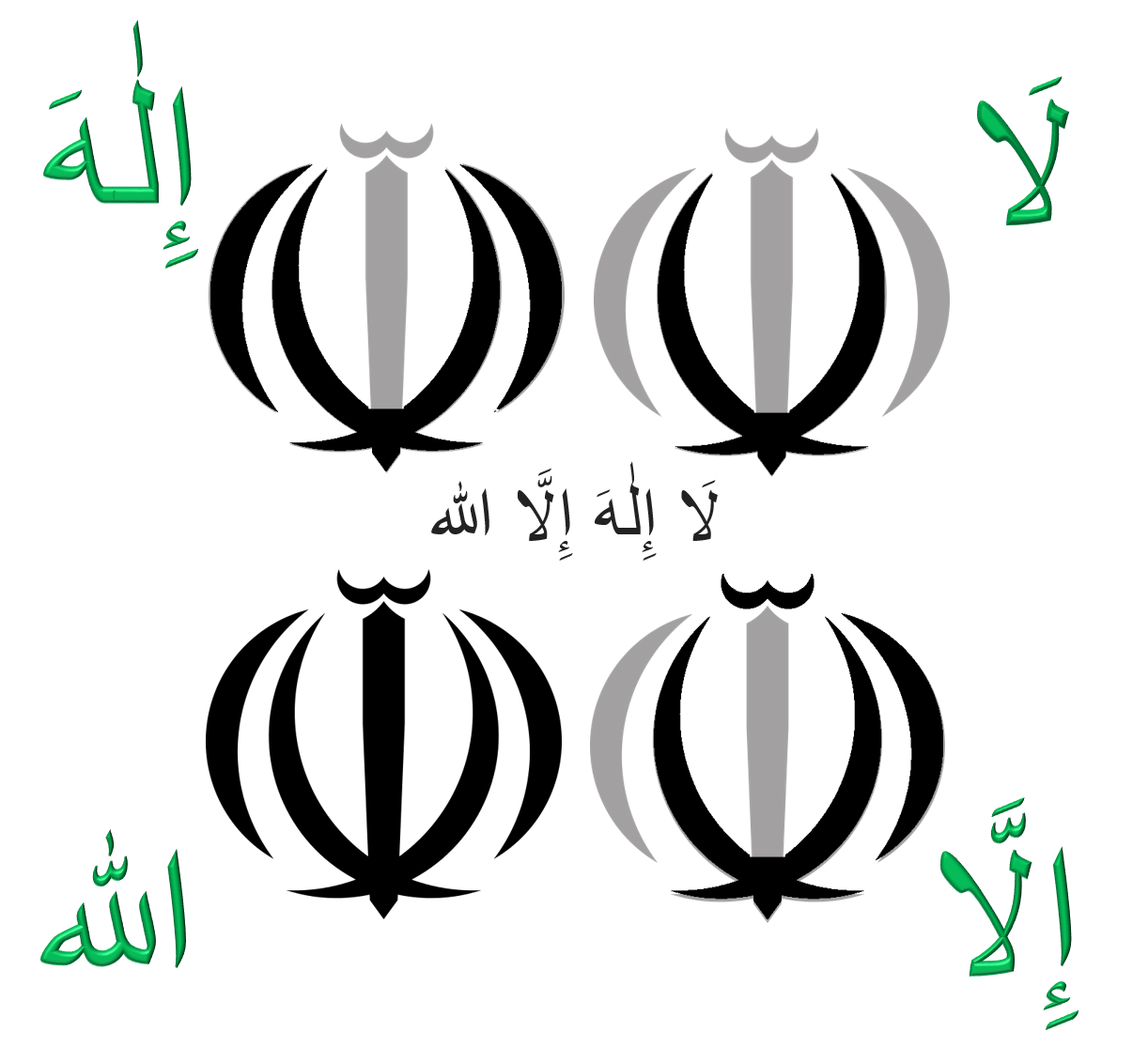
الهام گرفتن نشان جمهوری اسلامی ایران از عبارت لا اله الا الله

##### برخی از ویژگی‌های فنی پرچم
1. پارچهٔ پرچم باید سادهٔ تاری و پودی و از جنس نخ پنبه‌ایِ خالصِ سفید و مرسریزه شده یا ترکیبی از پنبه، پلی استر، ویسکوز - پلی استر (با نسبت ۳۵–۶۵ درصد) بافته شود. پارچهٔ پرچم را می‌توان از ابریشم یا پشم نیز بافت ولی نباید از ویسکوز خالص بافته شود.
2. همهٔ پرچم‌ها به جز پرچم‌های رومیزی و تشریفاتی باید یک لایه باشند.
3. تمامی پرچم‌ها باید یک تکه باشند، به استثنای پرچم‌هایی که طولی بیش از ۱٫۴ متر دارند؛ که در این صورت نیز درز نباید روی نشان رسمی و نوشته قرار گیرد.[۱۳۴]

## احترام به پرچم

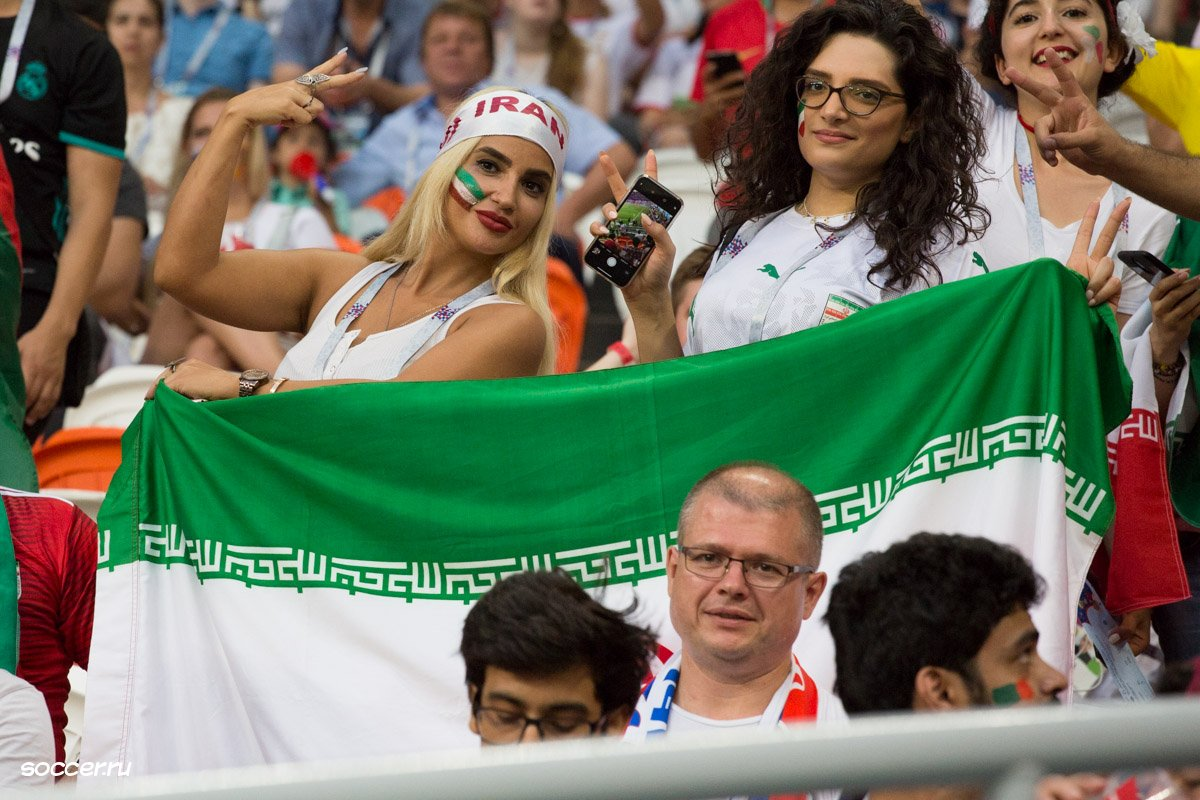
دو دختر ایرانی طرفدار تیم ملی کشورشان با پرچم ایران

در سال ۱۳۱۶ مقررهٔ خاصی تصویب شد که تمام مردم را موظف به ادای احترام به پرچم رسمی کشور می‌کرد؛ مثلاً تصریح می‌کرد که اگر فردی به هشت قدمی پرچم برسد، باید با احترام حرکت کند و سپس به صورت صاف بایستد و با برداشتن کلاه، به پرچم ادای احترام کند؛ ویا افرادی که لباس رسمی به تن دارند، سلام نظامی دهند. ویا اگر پرچم از مقابل فرد نشسته‌ای حرکت داده می‌شود، آن فرد باید به احترام پرچم بایستد. این مقرره هنوز هم وجود دارد و معتبر است.

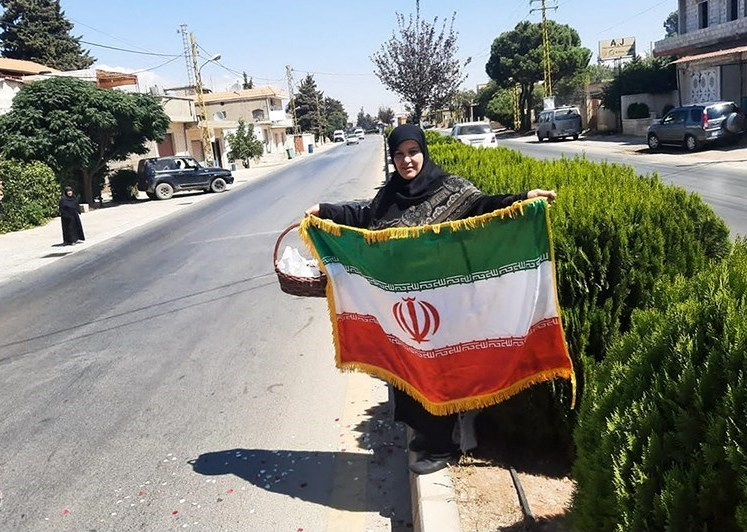
برافراشتن پرچم ایران توسط یکی از شهروندان لبنانی پس از صادرات سوخت از ایران به لبنان

مقررات خاص دیگری برای احترام به پرچم و حفظ شدن آن در کشور وجود دارند:
- در کلیه مصاحبه‌های تصویری مقامات، در داخل یا خارج از کشور، باید پرچم رسمی ایران وجود داشته و در معرض دید باشد.
- پرچم با بهترین کیفیت و در مناسب‌ترین مکان کلیه ادارات و مؤسسات نصب شود.
- در مراسم صبحگاهی مدارس، پرچم به اهتزاز درآید.
- در کلیه مراسم مشهور، مثل ۲۲ بهمن، پرچم در مکان‌های مناسب نصب شود.
- شکل پرچم و سرود ملی به دانش آموزان آموزش داده شود.[۱۳۶]

## نیمه‌افراشتن پرچم
در سال ۱۳۶۹، معاون اول رئیس‌جمهور دستور داد که در هفتهٔ عزای عمومی که به مناسب اولین سالگرد ارتحال روح‌الله موسوی خمینی، بنیان‌گذار جمهوری اسلامی ایران، برگزار شده بود، پرچم رسمی کشور به صورت نیمه‌افراشته در آید.
بعدها، طبق دستور معاون اول رئیس‌جمهور، نظر به این که پرچم ایران، متضمن عبارت «اللّه» و «لا اله الّا اللّه» و «اللّه اکبر» است؛ و با توجه به قداست کلمهٔ الله هیچ‌کس حق نیمه‌افراشتن پرچم رسمی کشور را در ایام سوگواری و عزاداری ندارد. طبق این بخشنامه، در سوگواری‌ها می‌توان پرچم سیاه در کنار پرچم رسمی کشور به اهتزاز درآورد.
در عمل چندان به چنین بخشنامه‌ای توجه نشد و گهگاه در سوگواری‌ها پرچم به صورت نیمه‌افراشته درمی‌آمد. برای نمونه در مراسم پارالمپیک ۲۰۱۶ ریودوژانیرو، در پی مرگ دلخراش بهمن گلبارنژاد دوچرخه‌سوار ایرانی، پرچم ایران نیمه‌افراشته گردید و رسماً هم در ۶ بهمن ۱۳۹۵، طی بخشنامهٔ معاون اول رئیس‌جمهور، ممنوعیت نیمه‌افراشتن پرچم ایران لغو شد.

## یادداشت
1. ↑  آنان که هَوم نوشیدند، نباید به دلخواه خویش همچون «گاودرفش» در جنبش باشند.
2. ↑  Stig Wikander
3. ↑  تصویر این بشقاب در صفحهٔ ۵۷۷ کتاب Phyllis Ackerman, in A. U. Pope, Survey of Persian Art , iii, 2766–82 یافت می‌شود.
4. ↑  قطعه‌ای فلزی که بر بالای میلهٔ درفش می‌آویختند.
5. ↑  Vlaggenboek met 140 bladen met vlaggen uit Europa, Noord-Afrika, Nabije en Verre Oosten
6. ↑  The Persian Banner … is, A, Bloody Sword
 with a double Point, in a White Field, and is always carried next the Emperor's Person
7. ↑  در سال ۲۰۱۳ کلکسیون این موزه از دژ کرونبورگ (Kronborg) به ساختمان دیگری در همان نزدیکی منتقل شد و «موزهٔ دریانوردی دانمارک» (به انگلیسی: M/S Maritime Museum of Denmark) نامیده شد.
8. ↑  The two imperial standards were placed on the right of the square already mentioned: one of them was in stripes of red, blue, and white, and the other of red, blue, white, and yellow, without any other ornament: though the old standards required 12 men to move them, the SHAH lengthened their staffs, and made them yet heavier; he also put new colours of silk upon them, the one red and yellow striped, the other yellow edged with red: they were made of such an enormous size, to prevent their being carried off by the enemy, except by an entire defeat. The regimental colours were a narrow slip of silk, sloped to a point, some were red, some white, and some striped: …
9. ↑  ممکن است او در توصیف رنگ‌ها دچار اشتباه شده باشد یا در حین چاپ اشتباهی رخ داده باشد؛ چرا که چنین پرچمی با زمینهٔ سفید و ذوالفقار سرخ در دورهٔ صفویان و نادر شاه نیز بوده است.
10. ↑  در اصل متن به‌غلط «پالم» آمده است.
11. ↑  متن دستورالعمل یادشده بدین ترتیب است: «بر حسب امر اعلیحضرت شاهنشاهی دستورالعمل بیرقهای دولت علیه از این‌قرار است
بیرق ایران عبارت از سه رنگ خواهد بود یعنی از سبز و سفید و قرمز سبز در فوق سفید
در وسط قرمز در پائین و باید عرض هر سه مطابق یکدیگر باشد
شیر و خورشید بیرق باید به‌اندازه باشد که نوک اشعه بلند و سر شمشیر در قسمت سبز و پنجه
و تقریباً نصف پای شیر در قسمت قرمز باشد
در زیر پای شیر نقش خارجی از قبیل زمین و سبزه و غیره لازم نیست
نگاه شیر باید قدری تند و باهیبت بوده و صورت آن نباید بطرف چپ یا به‌صورت
شخص ناظر گردیده بلکه باید تا اندازهٔ بطرف جلو متمایل باشد
شمشیر باید خمیده و قوسی باشد و نوک آن بایستی از سر شیر تجاوز نماید
نصف صورت خورشید در روی پشت شیر و نصف دیگر در روی گردن بوده
و بنابراین قدریهم مایل باشد
اشعهٔ خورشید نباید بهم متصل باشد بلکه باید از هم جدا و طول آنها بسه درجه قسمت شده
مطول آنها وسط و طرفین آن کوتاه‌تر بوده به همین ترتیب تا نیم‌دایره تمام شود
رنگ شیر و خورشید و شمشیر باید مانند موهای شیر مایل بزردی باشد»
12. ↑  State flag
13. ↑  Civil flag
14. ↑  War flag
15. ↑  شورای انقلاب جمهوری اسلامی ایران در جلسه مورخ ۱۳۵۹/۰۴/۱۵ تصویب نمودند که پرچم رسمی ایران طبق اصل هیجدهم قانون اساسی به رنگهای سبز و سفید و سرخ با علامت مخصوص جمهوری اسلامی ایران و شعار «الله‌اکبر» و با مشخصات زیر باشد:
ـ علامت مخصوص جمهوری اسلامی ایران به رنگ سرخ در وسط پرچم قرار می‌گیرد.
ـ شعار الله اکبر به رنگ سفید و با خط کوفی بنّایی (یعنی همان خطی که شعار الله‌اکبر را بر مناره‌های مساجد اسلامی نقش می‌کند) تکرار می‌شود.
ـ شعار «الله‌اکبر» به نشانه بیست و دوم بهمن روز پیروزی انقلاب، بیست و دوبار به صورت حاشیه در مرز رنگ سبز و سفید و سرخ و سفید تکرار می‌گردد (یازده بار در رنگ سبز و یازده بار در رنگ سرخ).
16. ↑  اطلاعات پایه مقرره:آخرین وضعیت: معتبر؛ تاریخ تصویب:۱۳۱۶/۱۲/۰۹
مقرراتی که راجع به طرز احترامات از طرف اشخاص غیرنظامی در موقع تلاقی با پرچم‌های ارتش شاهنشاهی وضع شده ذیلاً خاطرنشان می‌شود:
۱ـ پرچمی که باید از طرف عموم مورد احترام واقع گردد عبارت است از پرچم واحدهای ارتش در صورتی‌که از جلد خارج و پرده آن باز باشد (پرچم افراشته) این پرچم در جلو واحدهای مسلح نظامی حرکت و در طرفین آن دو نفر افسر بحالت شمشیرکش حرکت می‌نمایند.
۲ـ اشخاصی که دارای لباس رسمی ملیله دوزی هستند در موقع تلاقی با پرچم رو بسمتی که پرچم حرکت می‌کند بحالت خبردار ایستاده و با سلام نظامی اداری احترام می‌نمایند.
۳ـ سایر اشخاصی که لباس رسمی غیرملیله دوزی دارند از قبیل قضات عدلیه- استادان دانشگاه و همچنین مأموران شهرداری با سایر ادارات که دارای لباس مخصوص متحدالشکل هستند و سایر مردم در موقع تلاقی با پرچم باید روبطرفی که پرچم حرکت می‌کند بحالت احترام ایستاده کلاه را از سر بردارند.
۴ـ در صورتی‌که اشخاصی سوار اسب باشند اسب را بسمتی که پرچم حرکت می‌کند نگاهداشته با برداشتن کلاه ادای احترام می‌نمایند.
۵ ـ اشخاصی که سوار سایر وسائط نقلیه باشند از قبیل اتومبیل و درشکه پیاده شده و ادای احترام می‌نمایند (رانندگان وسائط نقلیه در محل خود بحالت نشسته کلاه را برداشته و سر را بطرف پرچم برمی‌گردانند و باین ترتیب ادای احترام می‌نمایند).
۶ ـ در صورتی‌که اشخاصی در محلی نشسته باشند و پرچم از مقابل آن‌ها عبور نماید بمحض دیدن پرچم و در تمام مدتی که پرچم از مقابل آن‌ها می‌گذرد برخاسته و با برداشتن کلاه ادای احترام می‌نمایند.
۷ـ مدت احترام شانزده قدم خواهد بود که از هشت قدم مانده بپرچم و تا هشت قدم بعد از عبور پرچم اشخاص ایستاده و احترام خواهند گذاشت در مدت احترام صحبت کردن سیکار [سیگار] کشیدن تکان خوردن ممنوع و باید بپرچم نگاه کنند.
۸ ـ بانوان در موقع تلاقی با پرچم فقط رو بسمتی که پرچم حرکت می‌کند خواهند ایستاد و باین طریق ادای احترام خواهند نمود.
در موقع تلاقی با پرچم‌های ارتش شاهنشاهی مخصوصاً در روز سوم اسفند که پرچم‌های مزبور با شرایطی که در نظامنامه قید شده در معابر و سان و رژه دیده می‌شوند احترامات لازم را به عمل آورده و اجراء مقررات را در نظر گیرند.
17. ↑  پیرو اطلاعیه مورخ ۸ / ۳ / ۶۹ مبنی بر اعلام یک هفته عزای عمومی از تاریخ
۱۱/ ۳ / ۶۹ به‌مناسبت اولین سالگرد رحلت امام خمینی قدس سره مقتضی است.
به همین مناسبت پرچم کشور در هفته مذکور بحالت نیم افراشته در آید.
حسن حبیبی
معاون اول رئیس‌جمهور
18. ↑  بخشنامه به کلیه وزارتخانه‌ها، سازمان‌ها و مؤسسات:
نظر به اینکه مطابق اصل هیجدهم قانون اساسی، پرچم رسمی جمهوری اسلامی ایران متضمن عبارت «لا اله الا الله» و «الله اکبر» می‌باشد، مقتضی است کلیه دستگاه‌های یاد شده و واحدهای تابعه و وابسته برای حفظ حرمت و قداست.
لفظ جلاله «الله» در ایام عزاداری و سوگواری از نیم افراشته کردن پرچم مقدس جمهوری اسلامی ایران خودداری نموده و در صورت لزوم نسبت به افراشتن پرچم سیاه در کنار آن اقدام نمایند.
پرویز داودی - معاون اول رئیس‌جمهور